# Cultura de Barranquilla

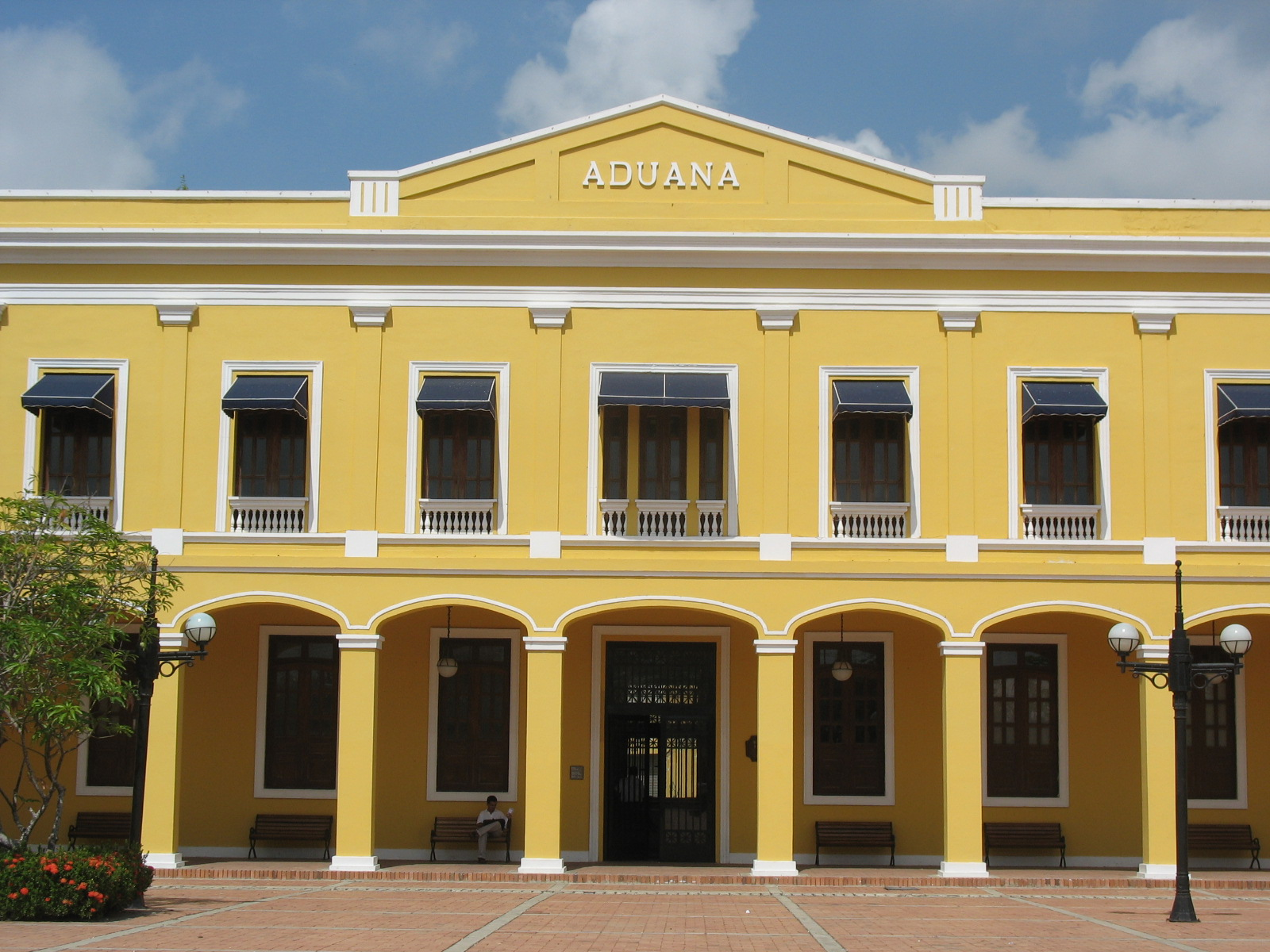
Edificio principal del Complejo Cultural de la Antigua Aduana.

La cultura de Barranquilla nace de la convergencia de las culturas indígenas de la Región Caribe con la europea y la africana a la llegada de los españoles a América. A partir del siglo XIX, a través de los inmigrantes que se asientan en la ciudad se hacen presentes los aportes de culturas como la árabe, la judía, la estadounidense, la alemana, la francesa y la italiana.
Las actividades culturales locales son promovidas a nivel gubernamental por el Instituto Distrital de Cultura y Turismo de Barranquilla, adscrito a la Alcaldía. Otras entidades que promueven la actividad cultural son la Fundación La Cueva, el Centro Cultural Cayena de la Universidad del Norte, la Facultad de Bellas Artes de la Universidad del Atlántico, el Centro Cultural de Comfamiliar, Combarranquilla, la Fundación Carnaval de Barranquilla, el Banco de la República, la Alianza Colombo-Francesa, el Centro Cultural Colombo-Americano, Avianca, la Corporación Luis Eduardo Nieto Arteta, la cual administra el Complejo Cultural de la Antigua Aduana (el cual alberga la Biblioteca Piloto del Caribe, el Archivo Histórico del Atlántico y el Centro de Documentación Musical Hans Federico Neuman), universidades y colegios, entre otras asociaciones culturales. 
Durante todo el año, se desarrollan en la ciudad actividades culturales, cuya muestra más representativa es el carnaval de Barranquilla, una de las fiestas populares más célebres de Colombia. Se celebra anualmente durante los cuatro días previos al Miércoles de Ceniza -sábado, domingo, lunes y martes de carnaval-, generalmente en febrero o a principios de marzo. En 2001 fue declarado "Patrimonio de la Nación", por el Congreso Nacional de Colombia, y en 2003 como una de las "Obras Maestras del Patrimonio Oral e Intangible de la Humanidad" por la Unesco. 
Otros eventos que se destacan son el Carnaval Internacional de las Artes, la Carnavalada, Barranquijazz,el carnaval de los niños, muestras artísticas y manifestaciones folclóricas como exposiciones, talleres literarios, conversatorios filosóficos, piezas de teatro, jornadas de poesía, cuentos, danzas, exposiciones, conciertos y festivales.

## Música
Música folclórica

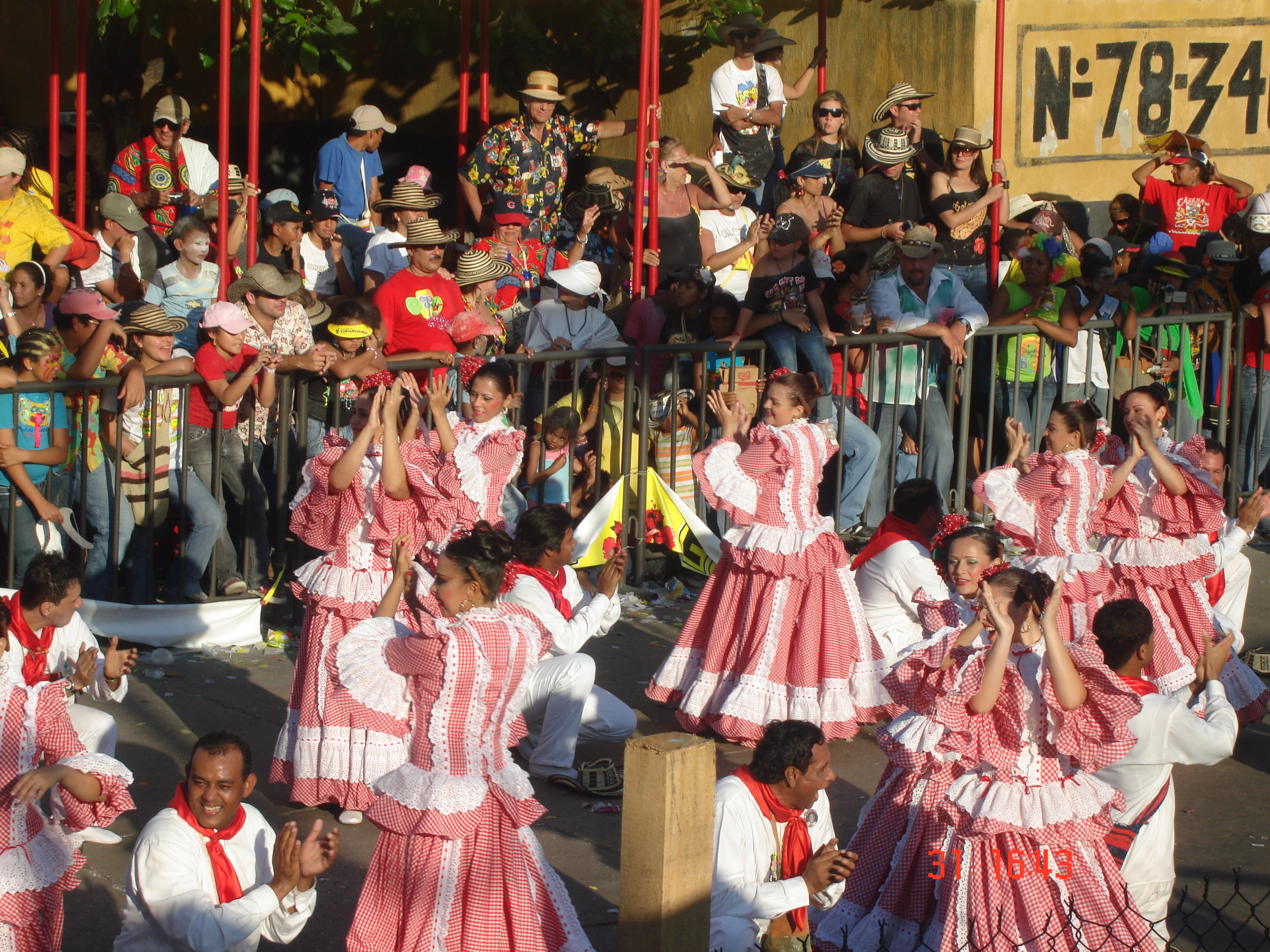
La danza de la cumbia en el carnaval de Barranquilla.

La cumbia es la danza más importante y representativa, arraigada en la región del Caribe colombiano y representativa de Colombia. Otros ritmos musicales importantes son la puya ("La Puya Loca"), el jalao ("La estera"), el garabato ("Te olvidé"), el cumbión, el chandé, el porro, la gaita, el bullerengue, el merecumbé, el vallenato y el pajarito. 
Entre los niños se cantan cantos y rondas como la Marisola y Los bollos de mi cazuela.
El Festival de Orquestas del carnaval de Barranquilla, que actualmente se lleva a cabo el lunes de carnaval, es una competencia musical en la que toman parte las más importantes orquestas nacionales e internacionales que se presentan en diferentes categorías y ritmos musicales como los folclóricos, la salsa, el merengue y el vallenato. Las orquestas ganadoras reciben el legendario y codiciado Congo de Oro. 
Cabe resaltar fenómenos culturales urbanos como la verbena, baile amenizado por el popular picó, gran amplificador pintado con motivos llamativos. Asimismo cabe destacar la caseta, baile amenizado por orquestas y grupos musicales (en vivo). Actualmente, los géneros musicales extranjeros de mayor aceptación en la ciudad son la salsa, el reguetón y el merengue, entre otros.
Música culta

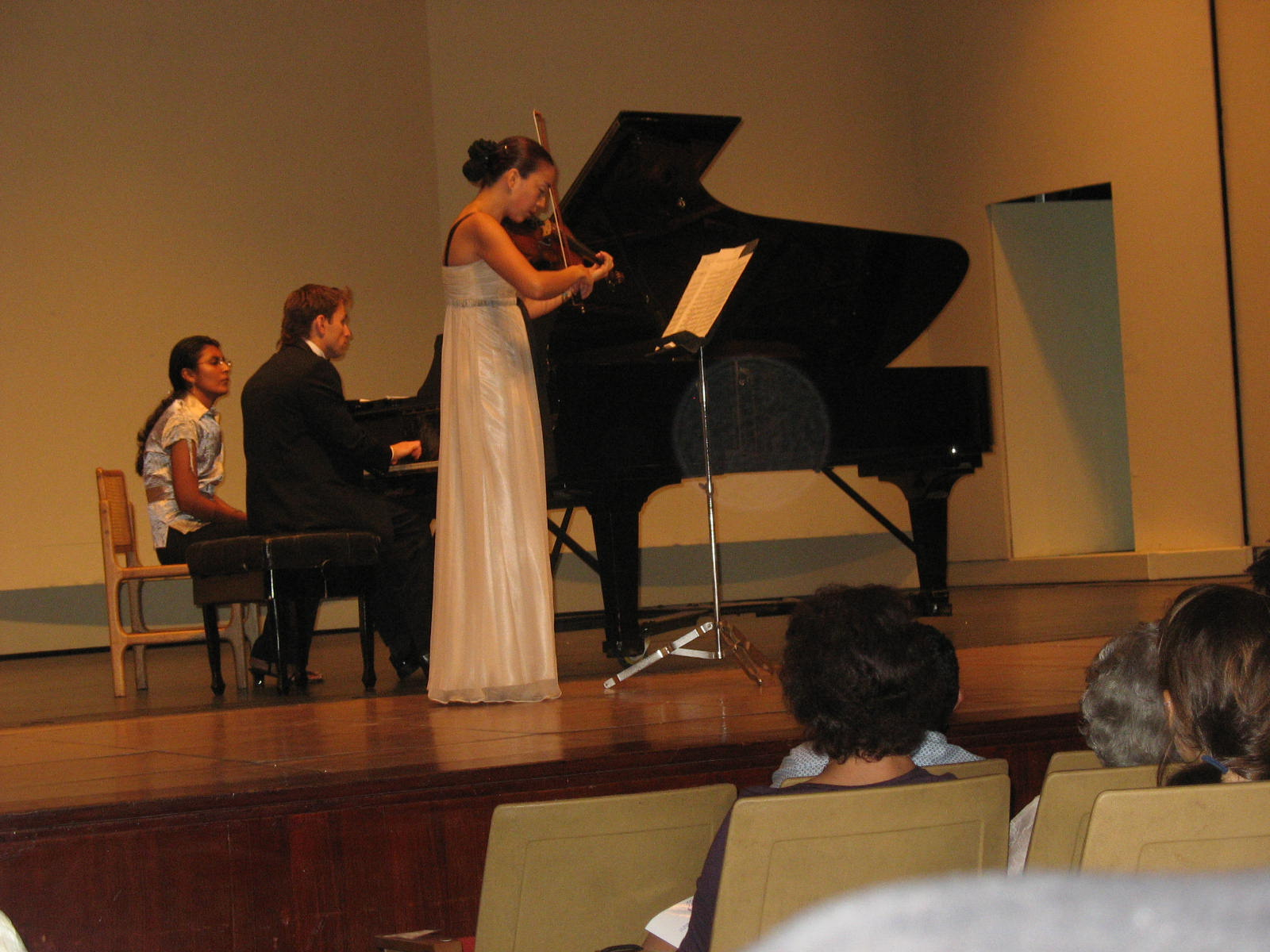
Concierto del Mes. Sergei Sichkov y Angélica Gámez.

La ciudad cuenta con el Conservatorio de Música Pietro Biava, adscrito a la Facultad de Bellas Artes de la Universidad del Atlántico. Barranquilla contó hasta hace pocos años con la Orquesta Sinfónica de Barranquilla, la Orquesta Sinfónica del Caribe y antiguamente con la Orquesta Filarmónica de Barranquilla, creada por el maestro italiano Pietro Biava en 1943 (la Asociación Filarmónica de Barranquilla se había conformado en 1933) y conducida por el músico barranquillero de ascendencia holandesa Hans Federico Neuman.
Una figura prominente de la música culta en la ciudad fue el mencionado Pietro Biava (1902-1972), clarinetista, pedagogo, compositor y director de orquesta que arribó al país en 1926 y se destacó como generador y promotor de actividades e instituciones musicales en Barranquilla como la Orquesta Filarmónica de Barranquilla, la Compañía de Ópera y el Cuarteto de Cuerdas del Conservatorio. Fue director de la Banda Departamental del Atlántico entre 1953 y 1959.
Desde 1957 se lleva a cabo el Concierto del Mes, espacio para la divulgación de la música culta creado por el profesor Alberto Assa. La Universidad del Atlántico cuenta con el Coro de Cámara Pedro Biava.
Desde 1983, la emisora de radio Uninorte FM Estéreo transmite música culta.

## Literatura
Barranquilla ha producido varios escritores destacados, desde fines del siglo XIX hasta mediados del siglo XX, coincidiendo con la época de oro de la ciudad. Entre los más importantes se puede mencionar a Amira de la Rosa, poeta y dramaturga, autora de la letra del himno de Barranquilla; Meira Delmar, reconocida poeta de origen libanés; Álvaro Cepeda Samudio, escritor, cuentista y periodista; el poeta Miguel Rasch Isla; José Félix Fuenmayor, poeta y novelista; Leopoldo de la Rosa, poeta; Abraham Zacarías López-Penha, novelista de origen judío-sefardita; y la también novelista Marvel Luz Moreno. A mediados del siglo XX se formó el Grupo de Barranquilla, el cual aglutinó a una serie de escritores e intelectuales que años después ganarían fama universal, como Gabriel García Márquez, quien  cursó su bachillerato en el colegio jesuita de San José y siempre expresó que se formó como escritor en Barranquilla. 
Revistas culturales
Es destacable la actividad de la revista cultural y literaria Voces (1917-1920), fundada por José Félix Fuenmayor y el escritor Ramón Vinyes, el sabio catalán de Cien Años de Soledad, quien también integró el Grupo de Barranquilla y vivió largos años en la ciudad. En 1922 Manuel García Herreros funda la revista Caminos, la cual congregó a importantes escritores de la ciudad como los poetas Fernando de Andréis, Rafael Ángel Donado, José Miguel Orozco y Antonio Salcedo Cotes. En 1950 existió una revista deportiva llamada Crónica, que reproducía textos de escritores estadounidenses y europeos y era dirigida por Alfonso Fuenmayor, su jefe de redacción era Gabriel García Márquez y entre sus colaboradores estaban Germán Vargas, Ramón Vinyes, Álvaro Cepeda Samudio, Alfonso Melo, Alejandro Obregón y Juan B. Fernández R. En el suplemento literario de La Nación colaboraron figuras importantes de Colombia como el científico Armando Dugand Gnecco, el historiador y filósofo Luis Eduardo Nieto Arteta, los historiadores Alberto Miramón y Julio Hoenigsberg, el ensayista Bernardo Restrepo Maya, el comediógrafo Rafael Fernández Díaz, el cronista Rafael Vergara Méndez y el autor humorístico Carlos Osío Noguera. Otras revistas fueron Mundial y Semana Ilustrada, fundadas y dirigidas por José Félix Fuenmayor.

#### En la ficción
Hay varias obras literarias ambientadas en Barranquilla o relacionadas con la ciudad:
- A fuego lento (1904), del cubano Emilio Bobadilla.
- Cien años de soledad. La historia de Aureliano Babilonia y sus cuatro amigos al final de la novela está inspirada en la vida de García Márquez en Barranquilla en los años 1950.
- Cosme. Novela de José Félix Fuenmayor.
- Muerte en la calle. Cuento de José Félix Fuenmayor.
- En diciembre llegaban las brisas. Novela de Marvel Luz Moreno.
- La noche feliz de Madame Ivonne. Cuento de Marvel Luz Moreno.
- El cadáver de papá. Novela de Jaime Manrique Ardila.
- Los domingos de Charito. Novela de Julio Olaciregui.
- Los cuentos de Juana de Álvaro Cepeda Samudio.
- El pez frente al espejo. Novela de Alberto Duque.
- La segunda vida del negro Adán. Novela de Julio Olaciregui.
- Barranquilla 2132. Novela de José Antonio Osorio Lizarazo.
- Memoria de mis putas tristes (2004). Novela de Gabriel García Márquez.

## Artes plásticas
Pintura

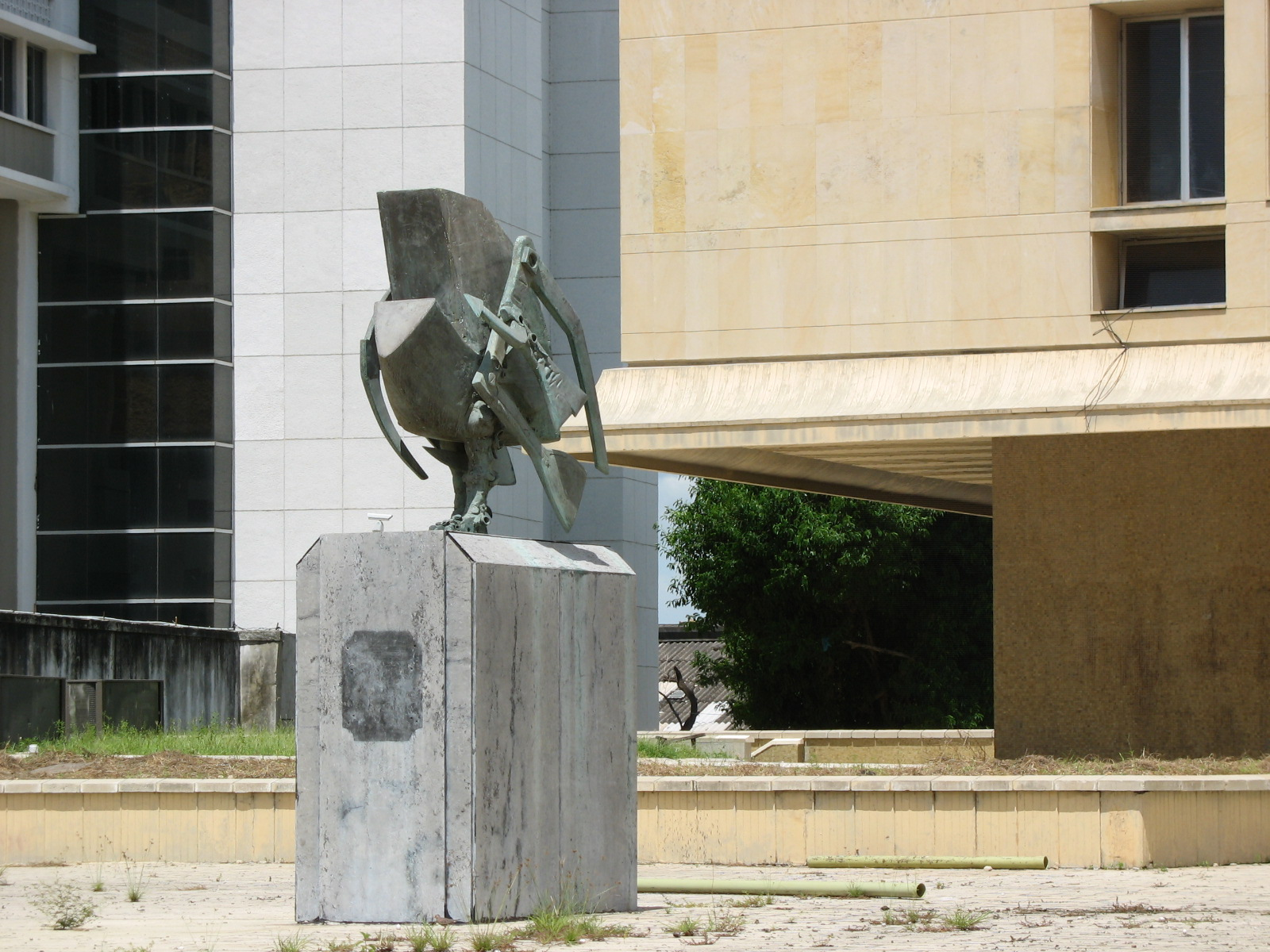
Telecóndor, bronce de Alejandro Obregón en el antiguo edificio de Telecom.

La pintura ha tenido representantes importantes como Alejandro Obregón, Orlando "Figurita" Rivera, Vicky Neumann, Rosario Heins, Henry Noguera, Humberto Aleán, Gabriel Quintero, Efraín Cortés, Roy Pérez, Neva Lallemand, Bruno Brieva, Samuel Buelvas y Gonzalo Fuenmayor, entre otros.
Escultura
En la escultura se han destacado figuras como Yino Márquez, Roy Pérez,  Elsa Losada, Walter Buelvas, Wilfrido Polo y Bruno Brieva.
Fotografía
Algunos de los fotógrafos más importantes de la ciudad han sido a principios de siglo los italianos Floro Manco (quien además fue óptico y comerciante) y Michele Tepedino (fotógrafo, pintor y
escultor). Posteriormente, Samuel Tcherassi, Enrique García, Emilio Yidi, Alex Riquett, Salwa Amashta y Vivian Saad, entre otros.

## Artes escénicas

### Cine

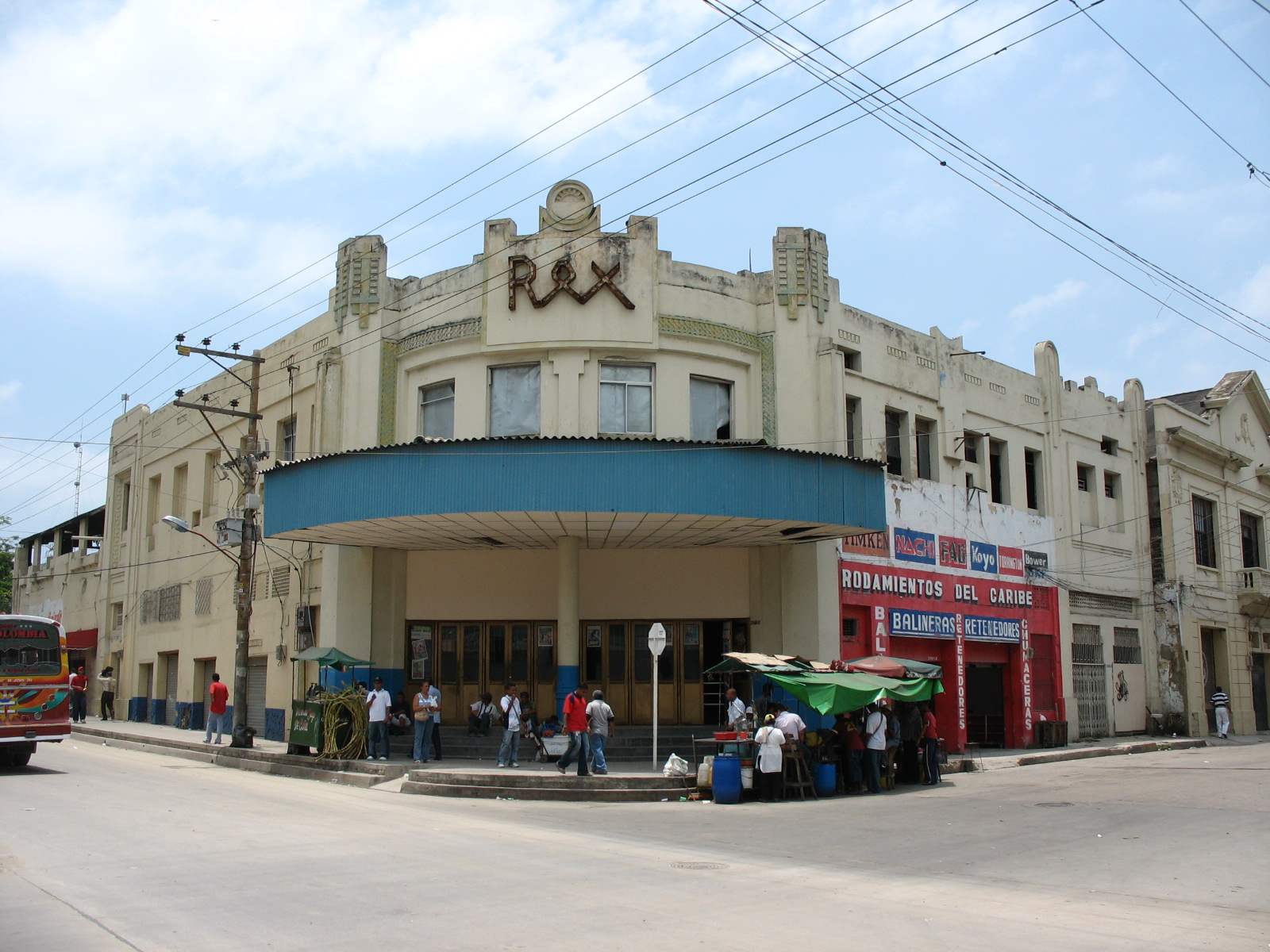
Teatro Rex (1935).

Abraham Zacarías López Penha, Georg Strauss y Carlos Martínez Aparicio fundan en 1913 la Empresa Nacional de Kinematógrafos Universal, considerada la "entidad pionera en la distribución del cine en Colombia". Entre los salones de cine que nacieron en los primeros años del siglo XX en Barranquilla, estaban el Fraternidad, el Líbano, el Universal, Las Quintas, el Centenario, el Concordia, el Cine Luz y el teatro Cisneros, entre otros. Mención aparte merece el Teatro Municipal Emiliano Vengoechea, que se empezó a construir en marzo de 1889, se inauguró el 29 de abril de 1893, se estrenó en junio de 1895 con la actuación de la Compañía Ughetti de Zarzuelas y nunca se terminó, hasta que dejó de operar en la década de 1930. Al cabo de la Guerra de los Mil Días, se da una primera etapa del florecimiento del cine en Barranquilla, entre 1903 y 1911. En este periodo sobresalen figuras como Carlos Poeti, uno de los primeros empresarios de cine itinerante que visitó la ciudad, Emilio García, Eliécer Bernales, Rafael Fernández Cañizo, Salim Barbour y Antonio Rubíes, entre otros pioneros del cine en Colombia. El 7 de octubre de 1916, los hermanos Di Domenico compraron a Colombia Villate de Gerlein el local donde funcionaba el Salón Universal, instituyeron en 1919 la Sociedad Industrial Cinematográfica Latinoamericana Di Domenico, Díaz y Compañía en asocio con Belisario Díaz, empresario nacido en Chocó y radicado en Cartagena, y fundaron el Teatro Colombia, competidor del Cisneros y uno de los más grandes de América Latina, con capacidad para 9 000 espectadores.

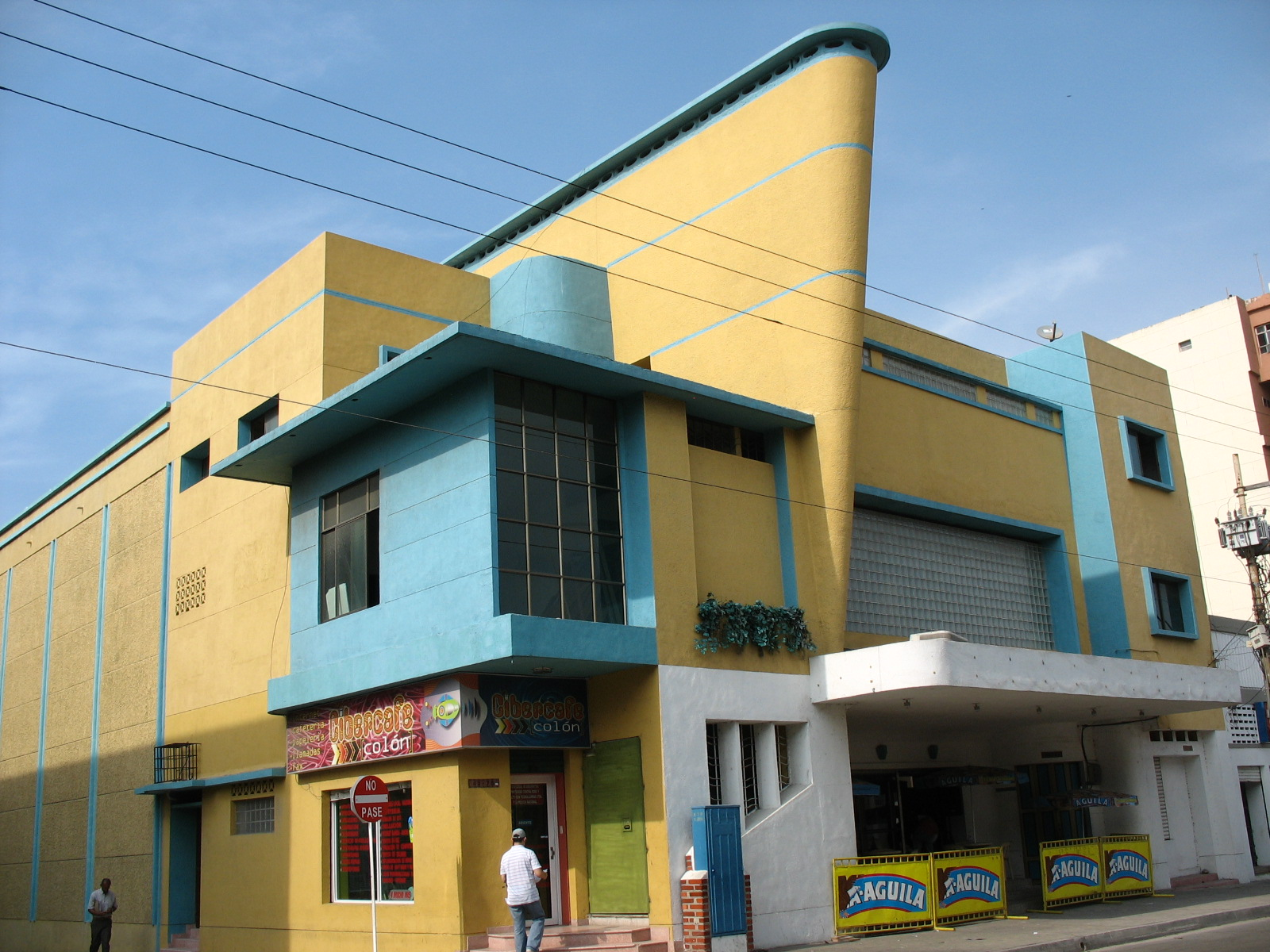
Antiguo teatro Colón.

En 1914, el italiano Floro Manco fue autor del primer documental formalmente autónomo realizado en Colombia, dedicado al carnaval de Barranquilla. En 1918 realizó el documental fílmico publicitario El triunfo de la Fe, producido por la fábrica de habanos “La Fe”. A Manco se le atribuye haber sido director del primer largometraje realizado en Colombia, "De Barranquilla a Cartagena", aunque "no se tiene información que permita asegurar que existió y es incierta su exhibición, que al parecer tuvo lugar en Barranquilla en 1916".
En años recientes, el cine barranquillero ha sido promovido principalmente por directores como Luis Ernesto Arocha, Heriberto Fiorillo, Ernesto McCausland, Roberto Flórez y Pacho Bottía. En 1986, a partir en gran parte de integrantes del Cine Club Barranquilla, y con el auspicio de entidades como la Universidad del Norte y de la Cámara de Comercio de Barranquilla, se fundó la Cinemateca del Caribe, la cual despegó en 1995 a través de un convenio con la caja de compensación Combarranquilla, donde además funciona el Centro de Documentación Audiovisual. Otras instituciones que promueven el cine son el Centro Cultural Cayena de la Universidad del Norte, la Alianza Colombo-Francesa y el Instituto Distrital de Cultura y Turismo de Barranquilla con eventos como Cine a la Calle. Otro evento que se ha desarrollado en la ciudad es el Festival Internacional de Cortometrajes al Aire Libre y el Festival de Cine Francés, entre otros.

### En la ficción
Hay pocas películas ambientadas o que aluden a Barranquilla:
- Revenge (1990), con Kevin Costner y Anthony Quinn. Se menciona como destino de negocios.
- El último carnaval. Película dirigida por Ernesto McCausland.

### Teatro
En el teatro se destacó la dramaturga Amira de la Rosa, autora de la letra del himno de Barranquilla, cuyas obras se presentaron en el exterior. Recientemente, se han impulsado iniciativas como el Festival Internacional Teatro de Barranquilla, patrocinado por la Fundación Cofradía Teatral y el Festival Nacional de Teatro Universitario.
En el marco del carnaval también se presentan comedias, parodias y grupos de letanías.

### Danza
Danzas folclóricas

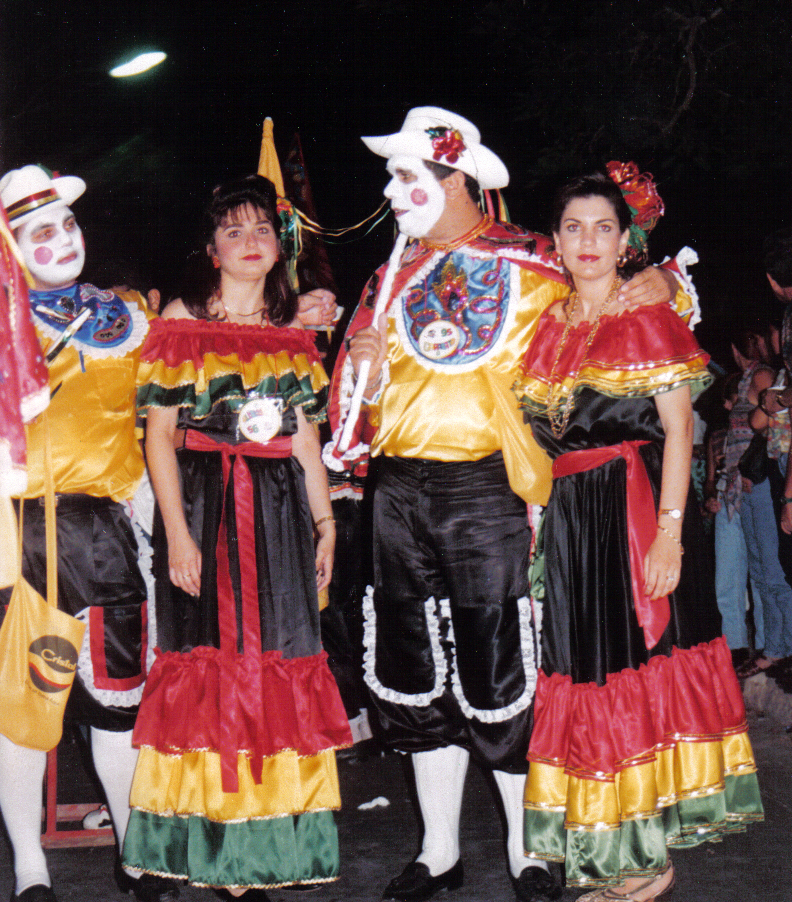
Danza del Garabato.

Además de la cumbia, otras danzas tradicionales son la danza del Garabato, el Congo, el mapalé y el son de Negro; las danzas de relación (como la del Caimán, los Coyongos, los Goleros, las Pilanderas y la del Paloteo) y las danzas especiales (Diablos, del Gusano, las Farotas). Entre las comparsas más representativas están las Marimondas, los Monocucos y los Toritos, entre otras.
Ballet
La ciudad cuenta con el Ballet de Barranquilla, dirigido por Jorge Arnedo. En la ciudad se celebra el Festival Internacional de Ballet Puerta de Oro de Colombia, el cual va por su cuarta versión, y es organizado por la Compañía del Ballet de Barranquilla con el apoyo de entidades como el Ministerio de Cultura, el Instituto Distrital de Cultura de Barranquilla, la Universidad del Norte y Gases del Caribe.
Anualmente se celebra el Festival Internacional de Danza Contemporánea Barranquilla Nueva Danza.
Algunas de las escuelas de danza más importantes de la ciudad son: Escuela de Danzas Julie H. De Donado; fundada desde 1972, Ballet del Atlántico Mary de Herrera, Academia de Artes Conchita Salcedo de Osorio, Academia de Danzas Ballet Mónica Herrera, Academia de Danzas Gacho & Gloria Peña, Academia de Formación Artística Federman Brito, Academia de Música M.A.K, Centro Artístico Mónica Lindo, Corporación Cultural Barranquilla, Escuela de Arte Marleny, Escuela Danza Caribe de Marlio Cortés, Escuela de La Danza Folclórica de Barranquilla Carlos Franco. Cabe resaltar la labor de Sonia Osorio, directora del Ballet de Colombia, y las coreógrafas Gloria Peña y Rosanna Lignarolo.

## Periodismo
Prensa
A fines del siglo XIX se publicaban en Barranquilla los periódicos El Promotor, El Anunciador, El Anotador, El Diario de Avisos, El Comercial, El Pueblo, El Comercio, La Industria, El Buscapiés, El Soberano, El Compilador y The Shipping List (en inglés).
Durante la primera mitad del siglo XX surgieron periódicos como Rigoletto (1902, de Faraón Pertuz, fundado por Julio H. Palacio, Eduardo Ortega y Arturo Manrique, "Tío Kiosco"), Monjita (1908, periódico de ácida crítica local), El Liberal (de Pedro Juan Navarro), El Mercurio (1913, de Enrique Rasch S. y su hermano, el poeta Miguel Rasch Isla, orientado a dar cabida a los nuevos talentos literarios), La Nación (1914, diario conservador de Miguel Moreno Alba y Pedro Pastor Consuegra, al que se vincularon destacados hombres de letras como Clemente Manuel Zabala, Jaime Barrera Parra y Luis Enrique Osorio), La Prensa (fundado en 1928 por Juan B. Fernández Ortega y Gabriel Martínez Aparicio, que tuvo entre sus colaboradores a José Antonio Osorio Lizarazo, José Félix Fuenmayor, Lino Gil Jaramillo y Porfirio Barba Jacob, funcionó hasta 1960), El Heraldo (1933, liberal, fundado por Juan B. Fernández Ortega, Alberto Pumarejo y Eduardo Manotas para apoyar la candidatura de Enrique Olaya Herrera), Diario del Comercio, El Progreso y El Nacional (1945, dirigido por Julián Devis Echandía). En la segunda mitad de dicho siglo surgieron El Litoral (conservador, fundado durante la dictadura de Gustavo Rojas Pinilla -1953-1958), Diario del Caribe (1956-1991, moderno diario dirigido sucesivamente por Luis Pacini Santo Domingo, Gabriel Martínez-Aparicio Gerlein, Álvaro Cepeda Samudio, Francisco Posada de la Peña, Julio Roca Baena, Eduardo Posada Carbó y Armando Benedetti). Otros órganos: Costa Libre y La Libertad (1979, dirigido por Roberto Esper). Existió la Revista Atlántico y en 1962 fueron creadas Antena y Barranquilla Gráfica. En 1975 apareció Desarrollo Indoamericano, dirigida por el economista José Consuegra Higgins.
Radio
El 8 de diciembre de 1929 Elías Pellet Buitrago funda la primera emisora comercial de radio privada de Colombia (la primera emisora de Colombia fue la estatal HJN de Bogotá, que emitió por primera vez el 5 de septiembre de 1929), La Voz de Barranquilla, la cual estableció una variada programación cultural en la que participaron músicos locales y extranjeros. Otras emisoras se fundaron a partir de los años 1930 y desarrollaron también programas culturales y musicales: Emisoras Unidas, La Voz de la Víctor, La Voz de la Patria, radio Variedades, Emisoras Atlántico, Radio Reloj, Radio Barranquilla y Radio Kalamary. Desde 1983, la emisora de radio Uninorte FM Estéreo emite música clásica y programas culturales.

## Leyendas

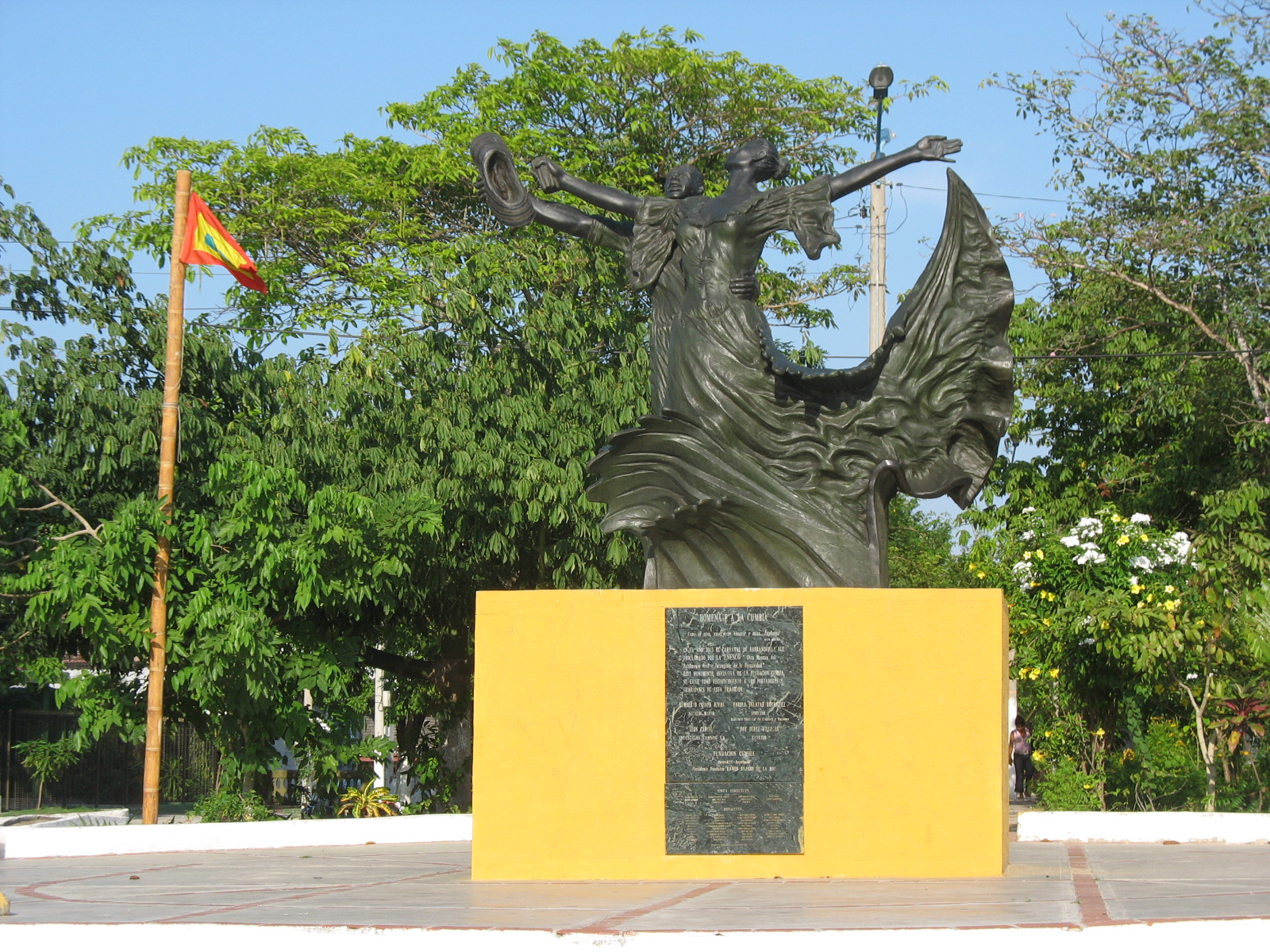
Escultura Homenaje a la cumbia (2003) en el sector de Siete Bocas.

La leyenda del Hombre Caimán, si bien tiene su origen en Plato (Magdalena), incluye a Barranquilla como destino final de su protagonista. Otra leyenda popular, como en varias regiones de América, es la Llorona.

## Juegos
Entre los juegos infantiles cabe mencionar la bola de trapo, la chequita, la bolita de uñita, la honda, el futbolín, los jacks, el timbol, el escondido, el fusilado, la lleva, la penca escondida, la peregrina, el tifó, la cuerda, la candelita, la libertad, la cuarta, la penitencia, la ñoña, 4, 8 y 12, el trompo, la cometa, el yoyo, la carrucha, triqui, el botellón, el teléfono roto, béisbol con bola de tenis (el bate era la mano cerrada), entre otros.
Algunos de los juegos de mesa más practicados son el dominó, la lotería, el parqués, el ludo, el siglo, las damas, las damas chinas, todos ponen o toma todo, bingo, cartas y el ajedrez.

## Dialecto
En Barranquilla se habla el español barranquillero, una variante del español costeño, con rasgos locales particulares y bien definidos. El dialecto barranquillero se extiende hasta los municipios de su área metropolitana y aledaños, pero ya en Sabanalarga se usa un dialecto con características distintas. 
En su fonética se caracteriza, como todo el español hablado en América, por el seseo. También se presenta el yeísmo. Además, presenta la caída de la d intervocálica de los participios, por ejemplo, "salado" se pronuncia [sa'la.o] . La s de final de sílaba se aspira en palabras como "costa" (['koh.ta]) o "buscó" ([buh'ko]). Se presenta también la pérdida total de la s en posición final absoluta y de la r final de los infinitivos: "las cosas" se pronuncia [lah 'kosa] y "caminar" [ka.mi'naɾ]. Otra característica principal del español hablado en la ciudad es la nasalización de las vocales que anteceden a las consonantes m y n ("campaña" [kãm'pa.ɲa] y "anda" [ãn.da]). La n final se realiza velar: canción [kan'sjoŋ]. La jota se realiza como aspiración suave ([h]), a veces casi desaparece, completamente diferente de la articulación velar de la jota ([x]) en España. 
Cabe anotar que en modo alguno se presenta la geminación de las consonantes (por ejemplo d, t, p o g) posteriores a las líquidas r y l y la supresión de estas: ['kad.do] por caldo, ['at.to] por alto.
Salvo los localismos y las variantes fonéticas que se presentan como consecuencia normal de la expansión de toda lengua, y gracias a la morfosintaxis prácticamente idéntica a la del español estándar, el visitante originario de otras latitudes, cuya lengua madre sea el castellano, encontrará pocas o ninguna dificultad en comunicarse con el barranquillero.

## Infraestructura cultural

### Complejos
- Edificio de la Antigua Aduana: conjunto de edificaciones republicanas restauradas durante la década de 1990 que albergan la Biblioteca Piloto del Caribe, el Archivo Histórico del Atlántico, el Centro de Documentación Musical Hans Federico Neuman, la Estación Montoya y el parque Cultural Aduana-Elbers.

### Centros

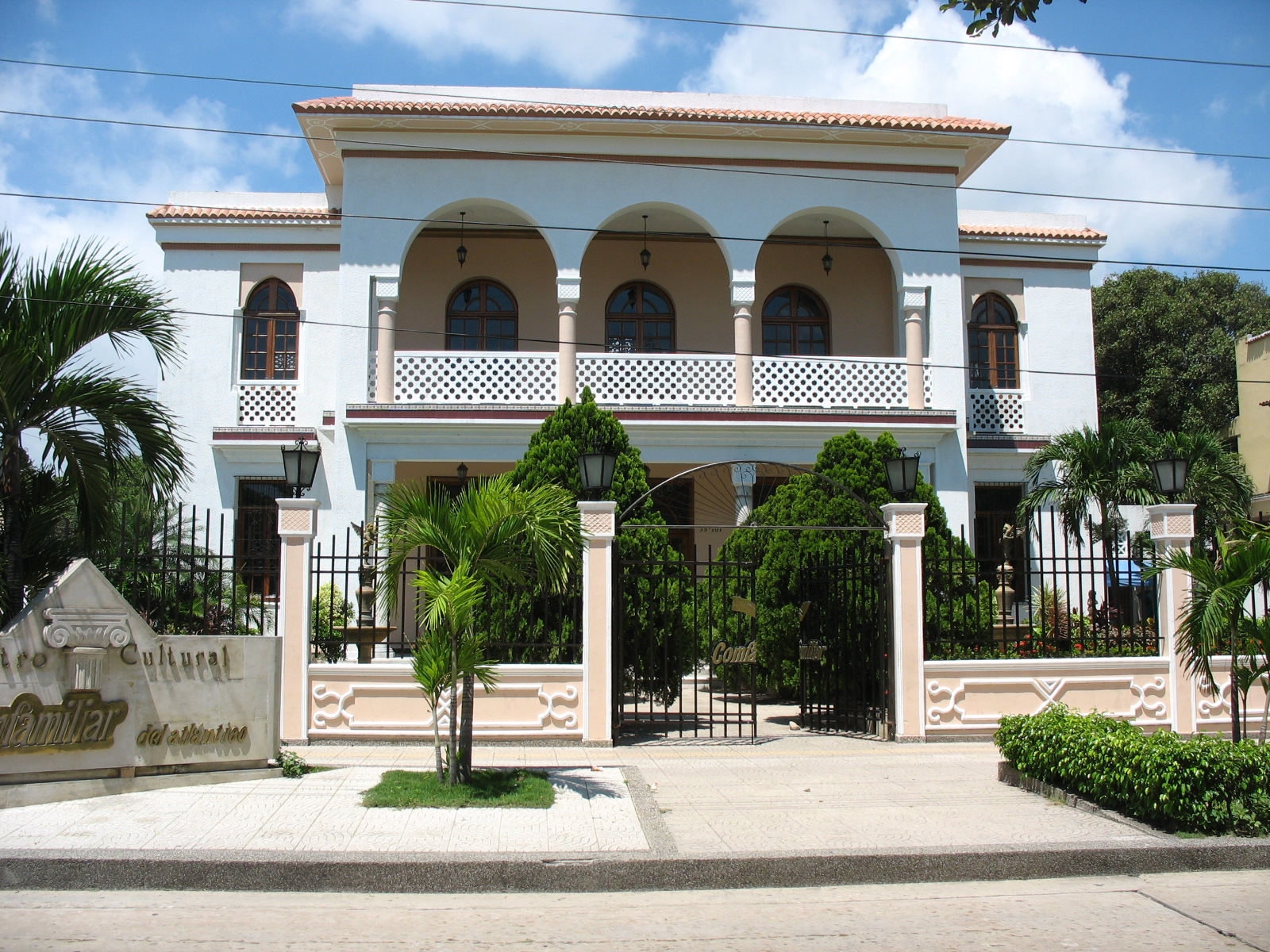
Centro Cultural Comfamiliar.

- Centro Cultural Cayena, adscrito a la dirección de extensión de la Universidad del Norte, tiene por objeto promover y difundir la cultura y las bellas artes por fuera de la universidad como herramienta fundamental para el desarrollo de la sociedad.[22]
- Centro Cultural Comfamiliar, adscrito a la caja de compensación Comfamiliar, ofrece una biblioteca pública, realiza múltiples programas para el fomento de la lectura y promueve la formación musical de niños y jóvenes mediante la Sinfónica Infantil y Juvenil, entre otras actividades culturales y artísticas.[23]
- Centro Cultural Colombo Americano, fundado en 1956, dedicado a la enseñanza del inglés, ofrece una biblioteca pública bilingüe, una librería y la galería Lincoln, donde se realizan exposiciones pictóricas, fotográficas, cinematográficas y conferencias, entre otros eventos culturales.[24]
- Alianza Colombo Francesa, dedicada a la enseñanza del francés y a la divulgación de la cultura francesa, entre otras actividades culturales.[25]
- Centro Cultural Islámico Seccional Barranquilla. Promueve el diálogo entre civilizaciones, culturas y religiones, haciendo énfasis en la difusión de la civilización islámica. Realiza conversatorios, exposiciones fotográficas sobre temas islámicos y generales, grupos de investigación, conferencias en universidades, apoyo a actividades artísticas, material informativo multimedia.[26]
- Centro Israelita Filantrópico, dedicado a mantener y difundir la cultura judía en particular y la cultura general en Barranquilla. Mantiene los colegios Hebreo Unión y Golda Meir, fondos económicos, un grupo juvenil, un cementerio, un club social, contacto con Israel y dos sinagogas.[27]

### Teatros

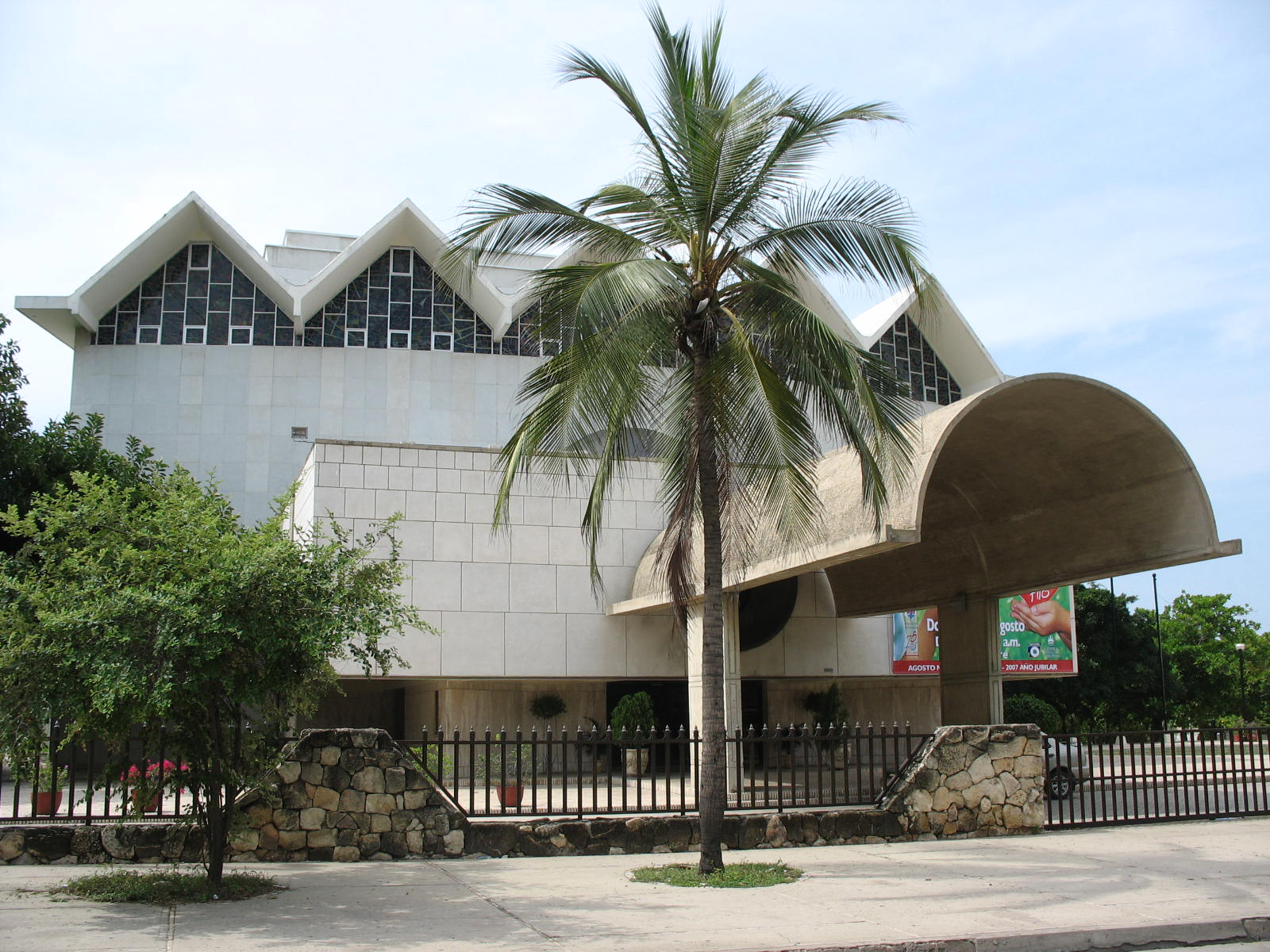
Teatro Amira de la Rosa.

En 1850, Barranquilla contaba con el Salón Fraternidad para todo tipo de eventos culturales. En 1904, un empresario particular, Emiliano Vengoechea, financia la construcción del Teatro Municipal, más adelante conocido como "Teatro Emiliano", gesto de gratitud de la ciudadanía con su impulsor. En la década de los años veinte, el primer gobernador del Atlántico, general Diego de Castro, convierte el viejo Salón Fraternidad en el Teatro Cisneros. Desaparecidos los teatros Emiliano y Cisneros, Barranquilla contó con el teatrín de Bellas Artes y con el teatro Apolo, el cual se convirtió después en el teatro Metro, demolido en 2007. Para presentaciones de menor envergadura se utilizaban el teatro Colombia, también desaparecido, y el teatro Rex, inaugurado el 7 de febrero de 1935 con el musical "Stand up and cheer".
- Teatro Amira de la Rosa, ubicado en un estratégico y tradicional sector de la ciudad donde confluyen los arraigados barrios El Prado, Montecristo y Abajo, además de escenarios deportivos como el Coliseo Humberto Perea, la piscina olímpica y varias universidades. Cumple una importante función de difusión cultural y es el principal escenario de la ciudad para la realización de exposiciones, conciertos, tertulias, festivales, presentaciones y encuentros. Construido por la gestión de la Sociedad de Mejoras Públicas de Barranquilla, contó también con el impulso de la Nación. Fue inaugurado El 29 de junio de 1982, con la presencia del entonces presidente Julio César Turbay Ayala. La función de gala estuvo a cargo del Ballet de Canadá. El 19 de junio de 1980, la Sociedad de Mejoras Públicas celebró con el Banco de la República un comodato por 50 años, por medio del cual la entidad bancaria se haría cargo del funcionamiento y la administración del teatro.

- Teatro Mario Ceballos Araújo, inaugurado en la década del 90, tiene capacidad para 450 espectadores y se encuentra adscrito a la Universidad Autónoma del Caribe.

- Teatro Universitario José Consuegra Higgins, moderno escenario inaugurado el 6 de noviembre de 2008, con capacidad para 720 espectadores, forma parte del campus de la Universidad Simón Bolívar en el barrio El Prado.[29][30]

### Museos

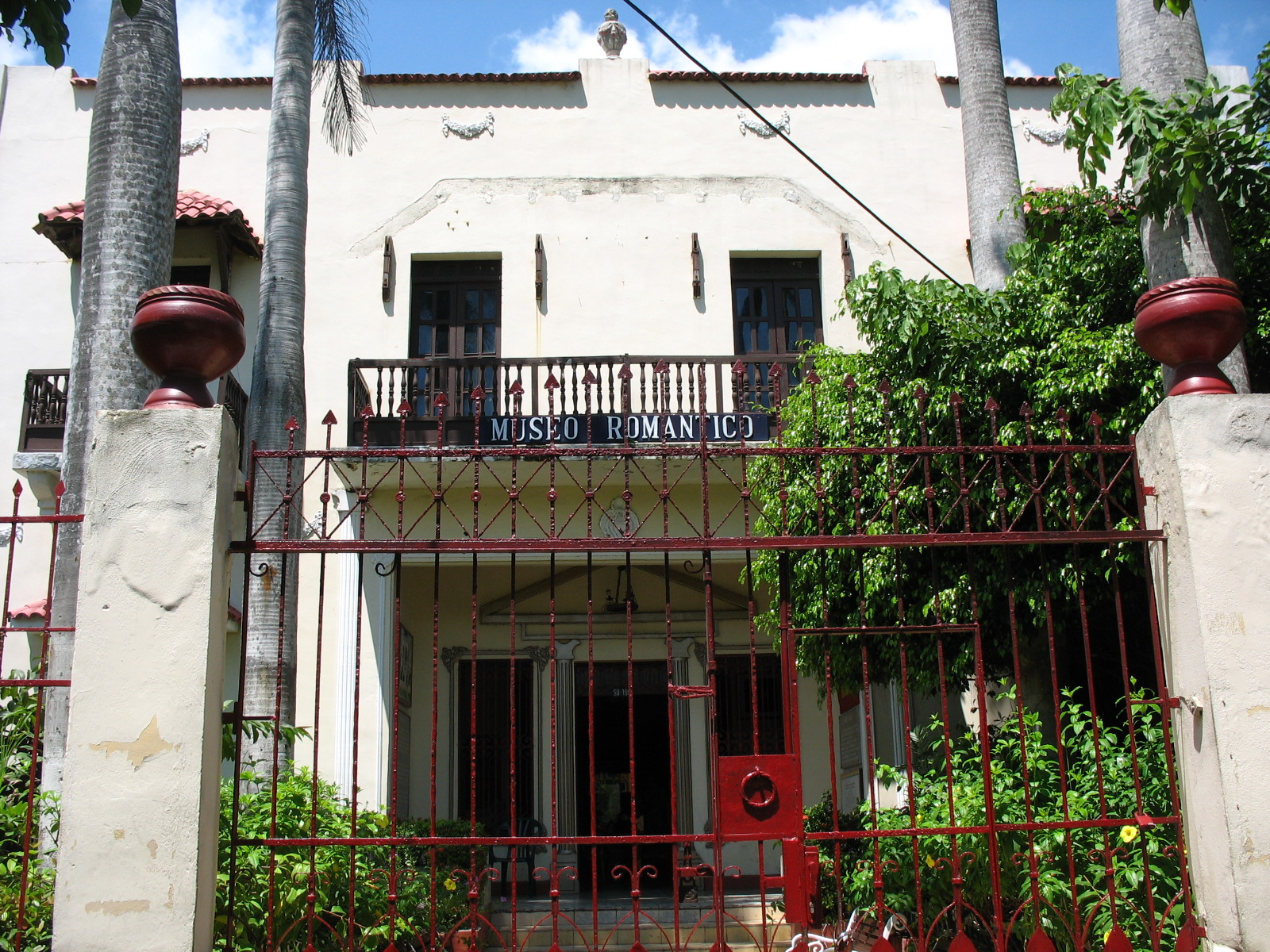
Museo Romántico.

Los museos reconocidos por la Red Nacional de Museos en la ciudad son:
- Museo Romántico: creado en 1976 por inspiración del historiador Alfredo de la Espriella,[32] y regido por la Fundación Museo Cultural, funciona en una construcción de estilo neocolonial en el barrio El Prado. Exhibe objetos representativos de la historia y la cultura de la ciudad, desde disfraces de las reinas del carnaval, hasta una réplica del camellón Abello, pasando por la máquina de escribir con que Gabriel García Márquez escribió su primera novela, La Hojarasca. Cuenta también con cartas de Simón Bolívar, fotografías, discos, objetos, periódicos, documentos, entre otros elementos que identifican la historia de la urbe.

- Museo Antropológico y Etnológico: ubicado en el edificio de la Facultad de Bellas Artes de la Universidad del Atlántico. Creado en 1940, es Patrimonio Cultural de la Nación. Cuenta con una completa colección de piezas de las culturas indígenas que habitaron la región. Además, proporciona servicios de hemeroteca, sala de lectura y exhibiciones.

- Museo de Arte Moderno de Barranquilla: creado en 1994,[33] recoge una importante selección de obras de varios de los artistas más importantes de la segunda mitad del siglo XX. Su colección, que por motivos de espacio se mantiene en reserva, es presentada al público a través de exposiciones temporales e incluye obras de reconocidos autores como Fernando Botero, Alejandro Obregón, Enrique Grau y Luis Caballero, entre otros.
- Museo Aeronáutico: fundado en 1989, está ubicado en la Escuela Naval de Suboficiales ARC, rinde homenaje al impulso que se dio en Barranquilla a la aviación comercial a principios del siglo XX. Es administrado por la Aeronáutica Civil.

- Museo Bibliográfico Bolivariano: fundado en 1983 y adscrito al área de extensión cultural de la Universidad Simón Bolívar, contiene la colección bibliográfica más completa del mundo, más de 5.000 volúmenes, sobre la obra y vida de Simón Bolívar.[34]

- Museo de Ciencias Naturales del Colegio Biffi La Salle: fundado en 1918, posee una colección de unos 10 000 objetos entre los que sobresale un herbario con especímenes colectados entre 1918 y 1936, así como fósiles de mastodonte y objetos de la cultura tairona.

- Museo del Carnaval. Proyecto de la Fundación Carnaval de Barranquilla en alianza con el Parque Cultural del Caribe y el Museo del Caribe. Inaugurado el 7 de abril de 2011 en su primera etapa con la Sala del Carnaval Elsa Caridi, la cual es interactiva. Está ubicado en la Casa del Carnaval en el barrio Abajo.[35] Exhibe murales, disfraces, objetos, fotos e instrumentos musicales relacionados con el carnaval.

- Museo del Atlántico. Ubicado en la antigua sede de la Gobernación del Atlántico (1922), inmueble declarado monumento nacional por el Ministerio de Cultura. Contará con más de 4.000 metros cuadrados, funcionará además como sede paralela de las alcaldías de los municipios del Atlántico y del Centro de Investigaciones Económicas del Atlántico. Su primera etapa estará lista en abril de 2011.[36] Fue anunciado en enero de 2005 en el marco de los cien años del departamento del Atlántico.

- Museo del Caribe. Eje principal del Parque Cultural del Caribe.
- Casa Museo El Torito. Dedicado a la danza del torito, ubicado en el barrio San Roque.[37]
- Museo Meira Delmar. Dedicado a la escritora, ubicado en la Biblioteca Departamental.[37]

Otros museos reconocidos por la Red Nacional de Museos son el  Museo Bibliográfico de Autores Costeños (fundado en 1984) y la Fundación Museo Élida Lara (fundado en 2000). 

### Otros escenarios
- La Cueva: Único bar restaurante patrimonio nacional de Colombia. Entregado en 2002 por la familia Char Abdala a la Fundación La Cueva, que lo rediseñó y remodeló para satisfacción de propios y foráneos. Antiguo punto de encuentro del Grupo de Barranquilla, hoy este museo-galería-bar-restaurante presenta de manera retrospectiva la importante actividad cultural del mencionado grupo y sus integrantes más reconocidos: Gabriel García Márquez, Álvaro Cepeda Samudio, Alejandro Obregón, Alfonso Fuenmayor, Orlando Rivera "Figurita", entre otros. También se pueden conocer leyendas urbanas de la Barranquilla de mediados del siglo XX, así como obras de artistas recientes.[38]

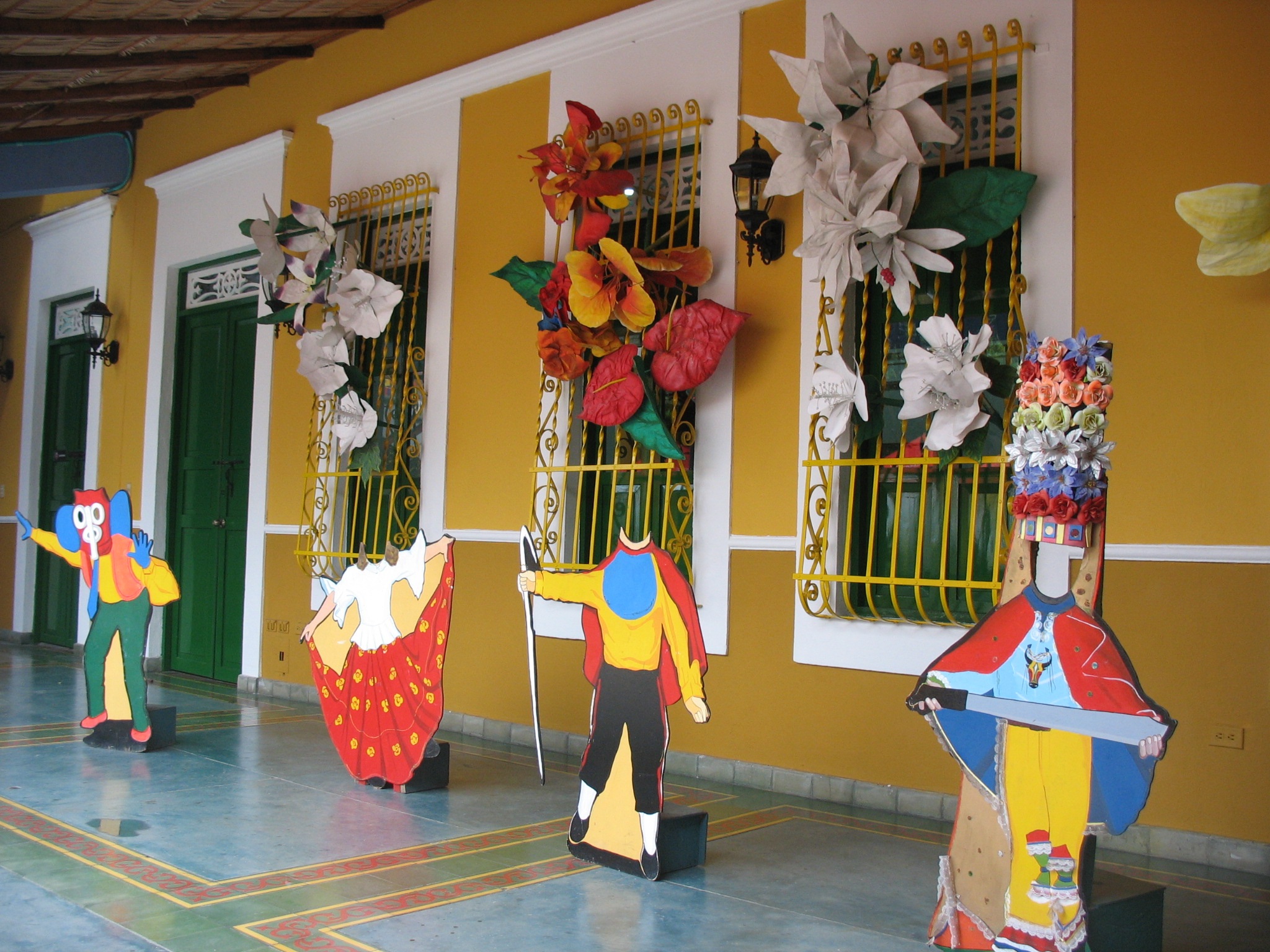
Casa del Carnaval.

- Casa del Carnaval: edificación republicana (1929) ubicada en límite de los tradicionales y carnavaleros barrios Abajo y Montecristo, donada por la familia de empresarios y mecenas del carnaval Caridi-Mitrani y restaurada en 2000 como centro cultural para el fortalecimiento del carnaval de Barranquilla. Es sede de la Fundación Carnaval de Barranquilla, organizadora y gestora del carnaval, y del Museo del Carnaval.

Barranquilla cuenta también con la Cinemateca del Caribe, el Planetario de Barranquilla y el Centro Interactivo de la Ciencia y el Juego, todos funcionan actualmente (2009) en la sede de la caja de compensación Combarranquilla.

### Bibliotecas

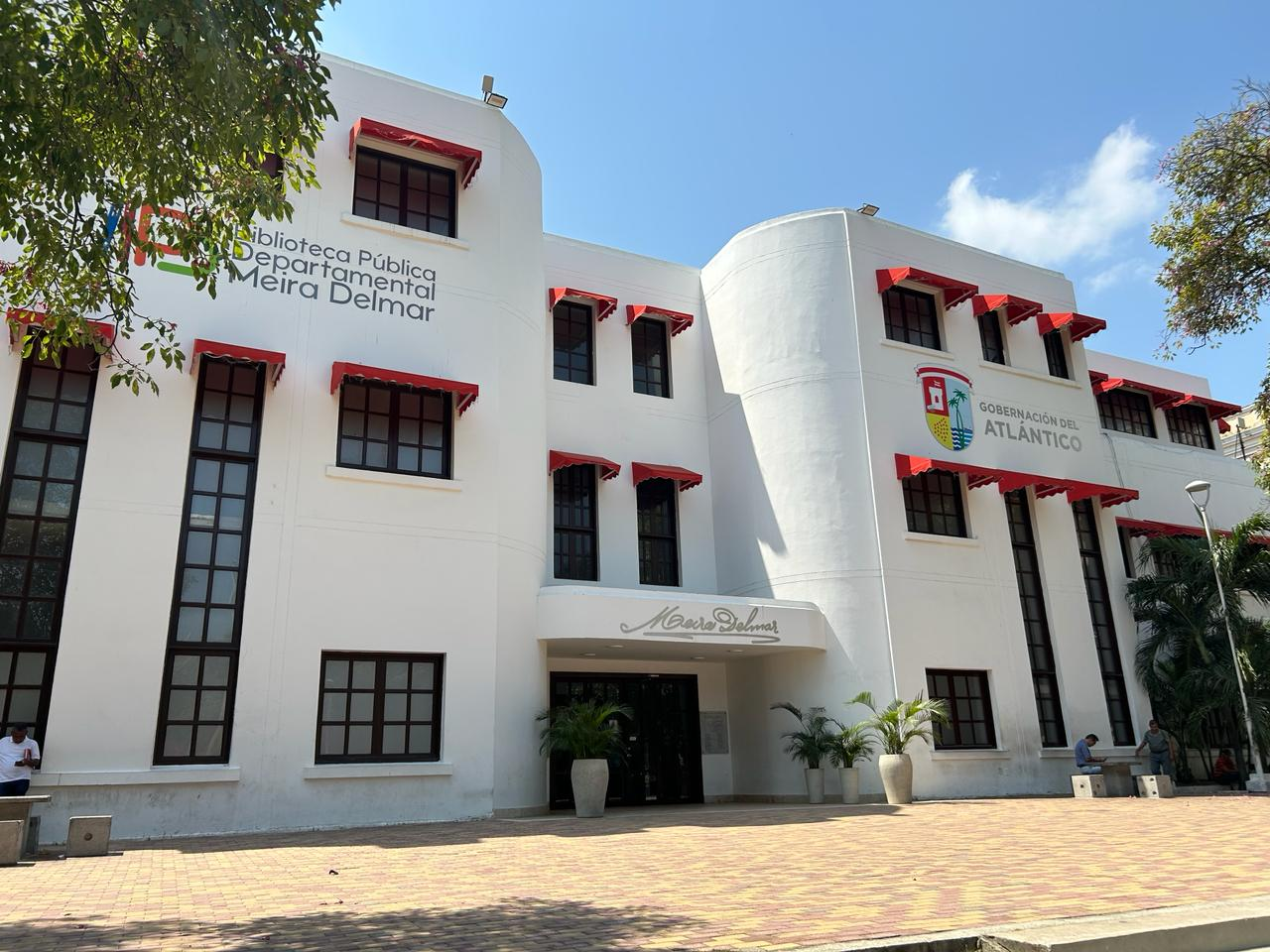
Biblioteca Departamental

Las bibliotecas y centros de información más importantes de Barranquilla son:
- Biblioteca Pública Departamental Meira Delmar. Ubicada en el parque de la Independencia en el centro histórico.
- Biblioteca pública Julio Hoenisberg. Al norte de la ciudad, a un costado del parque del Sagrado Corazón.
- Biblioteca Piloto del Caribe. Ubicada en el antiguo edificio de la Aduana.
- Archivo Histórico del departamento del Atlántico. Ubicado en el antiguo edificio de la Aduana.
- Bibliotecas de las universidades del Norte y del Atlántico.
- Biblioteca del Centro Cultural Comfamiliar Atlántico.
- Biblioteca de la caja de compensación Combarranquilla.[42]
- Biblioteca pública bilingüe del Centro Colombo Americano.
- Hemeroteca del periódico El Heraldo.
- Centro de documentación Álvaro Cepeda Samudio.
- Biblioteca Popular del barrio La Paz.
- Pa To Ma Suto (para todos nosotros, en lengua palenquera), biblioteca étnico-ambiental en el barrio Nueva Colombia.[43]

## Fundaciones, grupos y asociaciones

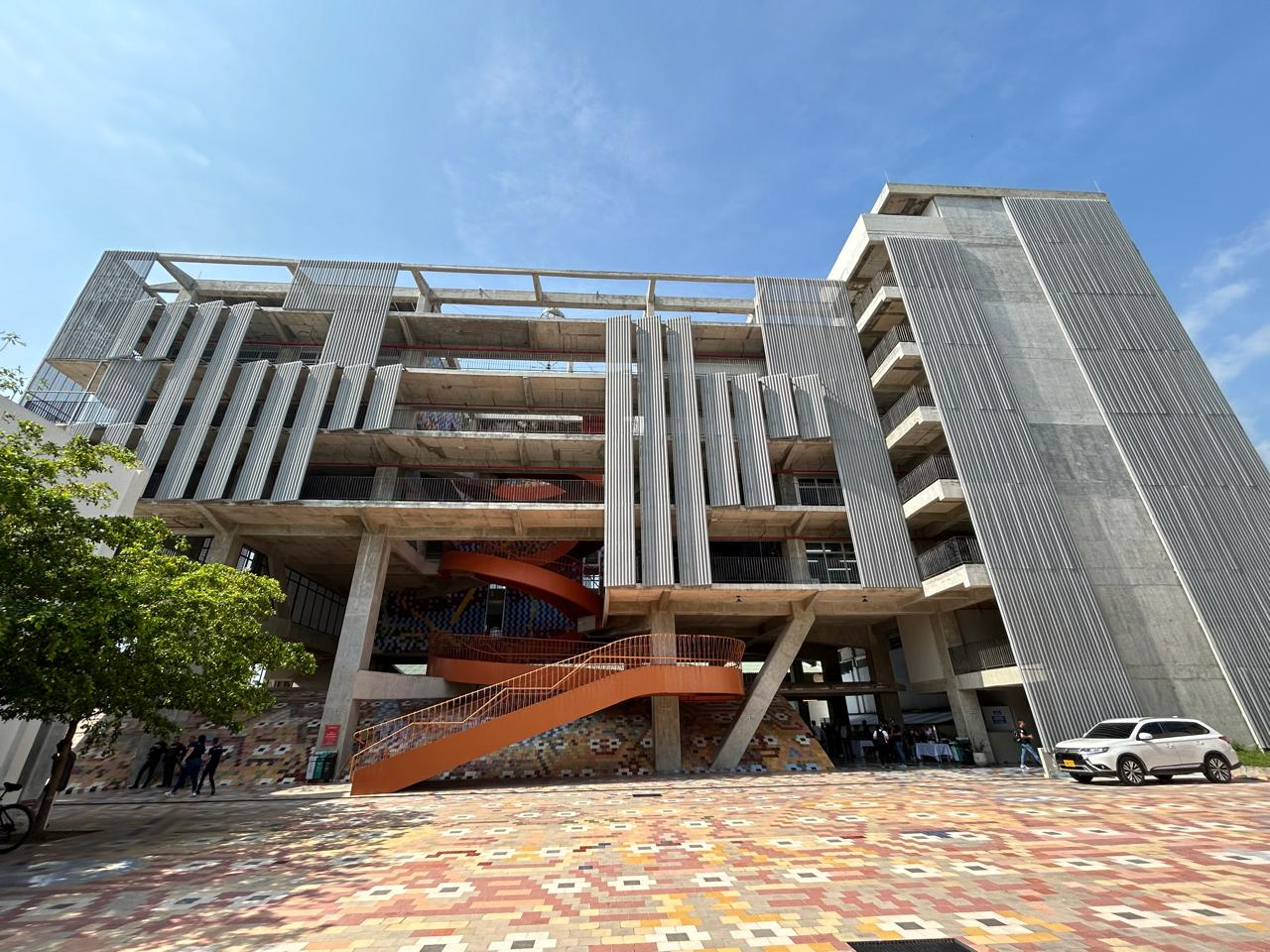
Fábrica de Cultura, sede de la Escuela Distrital de Arte

La ciudad cuenta con un sinnúmero de fundaciones y grupos folclóricos aglutinados alrededor del carnaval de Barranquilla. Otras agrupaciones culturales fuera del ámbito carnavalero son Luneta 50, Ay, Macondo, Agremiarte, la Fundación La Cueva la Fundación Cultural Nueva Música, organizadora de Barranquijazz y responsable de la editorial La iguana ciega, y la Fundación Cultural y Social Cofradía Teatral, organizadora de Enitbar.
La primera entidad cultural fundada en la ciudad fue el Centro Artístico (1905), promovido por Cruz Blanco de Rodríguez, Clementina Strunz de Freund y Aurelia Pantoja. La Orquesta Filarmónica del Centro creó en 1914 la Escuela de Música del Atlántico, dirigida por Manuel Ezequiel de la Hoz, egresado del Conservatorio de Leipzig. En 1941 el Centro Artístico se asoció a la creación de la Escuela de Bellas Artes.

## Filosofía
Entre las personalidades que se han destacado en el campo del pensamiento y la filosofía se encuentran Julio Enrique Blanco, filósofo y educador, fundador de la Universidad del Atlántico, y Luis Eduardo Nieto Arteta, jurista, político y filósofo.

## Ferias y eventos
Además del carnaval, máxima expresión de la cultura barranquillera, algunos de los eventos culturales más importantes que se realizan en la ciudad son:
El 26 de junio de 2010, la mesa de organizaciones LGBTI de Barranquilla convocó a la primera marcha para el reconocimiento pleno de la ciudadanía a lesbianas, gais, bisexuales, hombres y mujeres trans e intersex.

## Religión

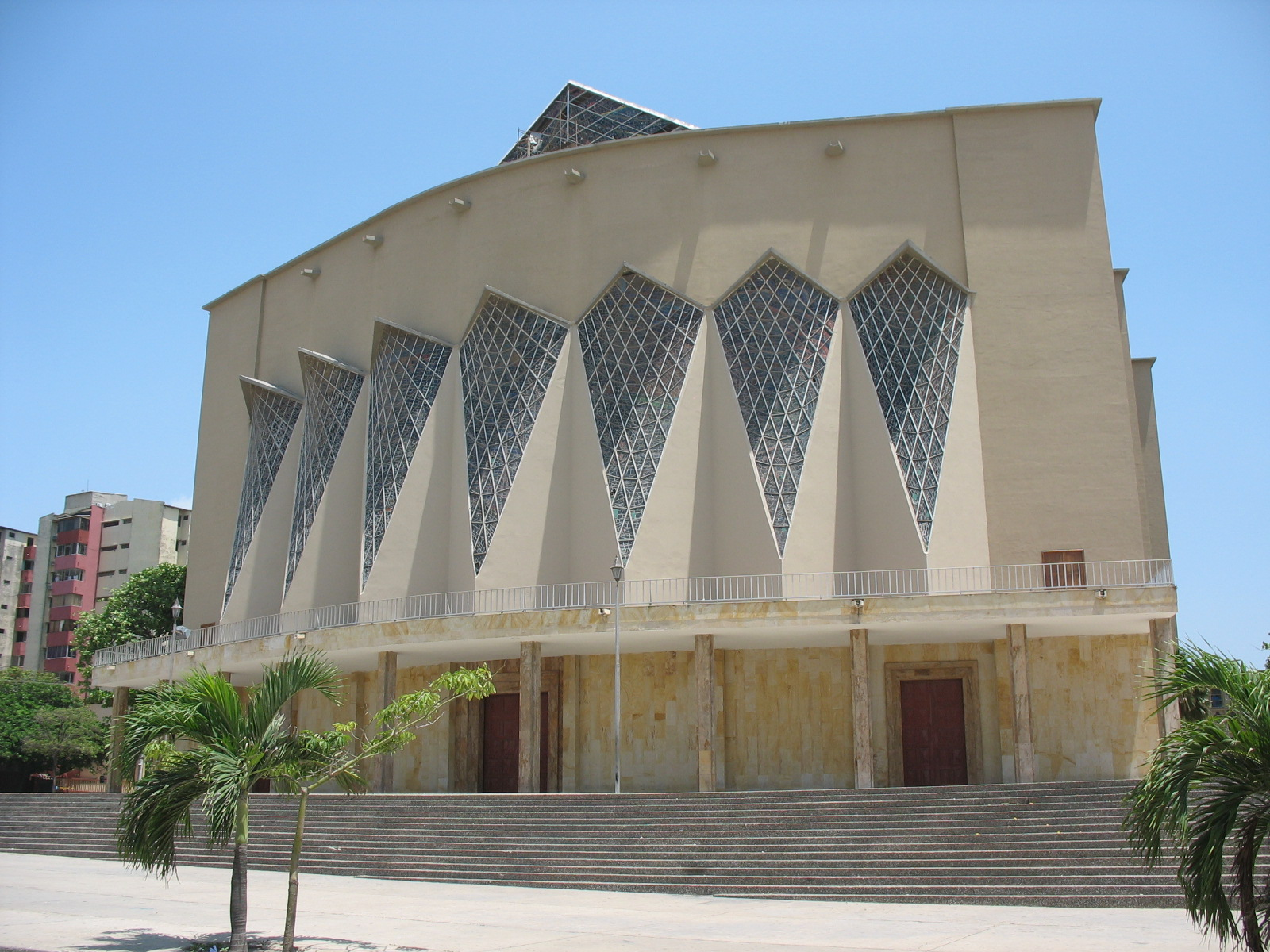
Catedral María Reina.

Entre las manifestaciones religiosas en Barranquilla predomina el cristianismo, siendo el catolicismo la corriente más profesada, arraigado desde la época colonial española. 
Las comunidades protestantes más importantes son la iglesia bautista, la iglesia presbiteriana y los evangélicos. Otras comunidades religiosas que tienen asiento en la ciudad son los judíos y los musulmanes. También hay pequeñas sectas budistas, masónicas y rosacrucistas.
El patrono oficial de la ciudad es San Nicolás de Tolentino, cuyo templo fue declarado iglesia pro-catedral cuando la Santa Sede creó la diócesis de Barranquilla en 1932. En 1982, la Santa Sede consagra el templo María Reina como nueva Catedral Metropolitana de Barranquilla. San Roque de Montpellier es considerado el patrono popular.
Unas de las celebraciones religiosas más populares fueron las fiestas de San Nicolás y las de San Roque de Montpellier, patronos de ley y popular de Barranquilla respectivamente, con solemnes procesiones, además de ruedas, corridas de toros, bazares y todo tipo de juegos populares. También fueron célebres las fiestas de Nuestra Señora del Rosario y  el día de Todos los Santos o día de los Angelitos (1.º de noviembre), que fue reemplazado por el Halloween estadounidense. Actualmente, las celebraciones religiosas más importantes son la tradicional Semana Santa y la fiesta de la Virgen del Carmen, celebrada el 16 de julio, profundamente arraigada en los sectores populares y en el gremio de los transportadores.
Temporada navideña

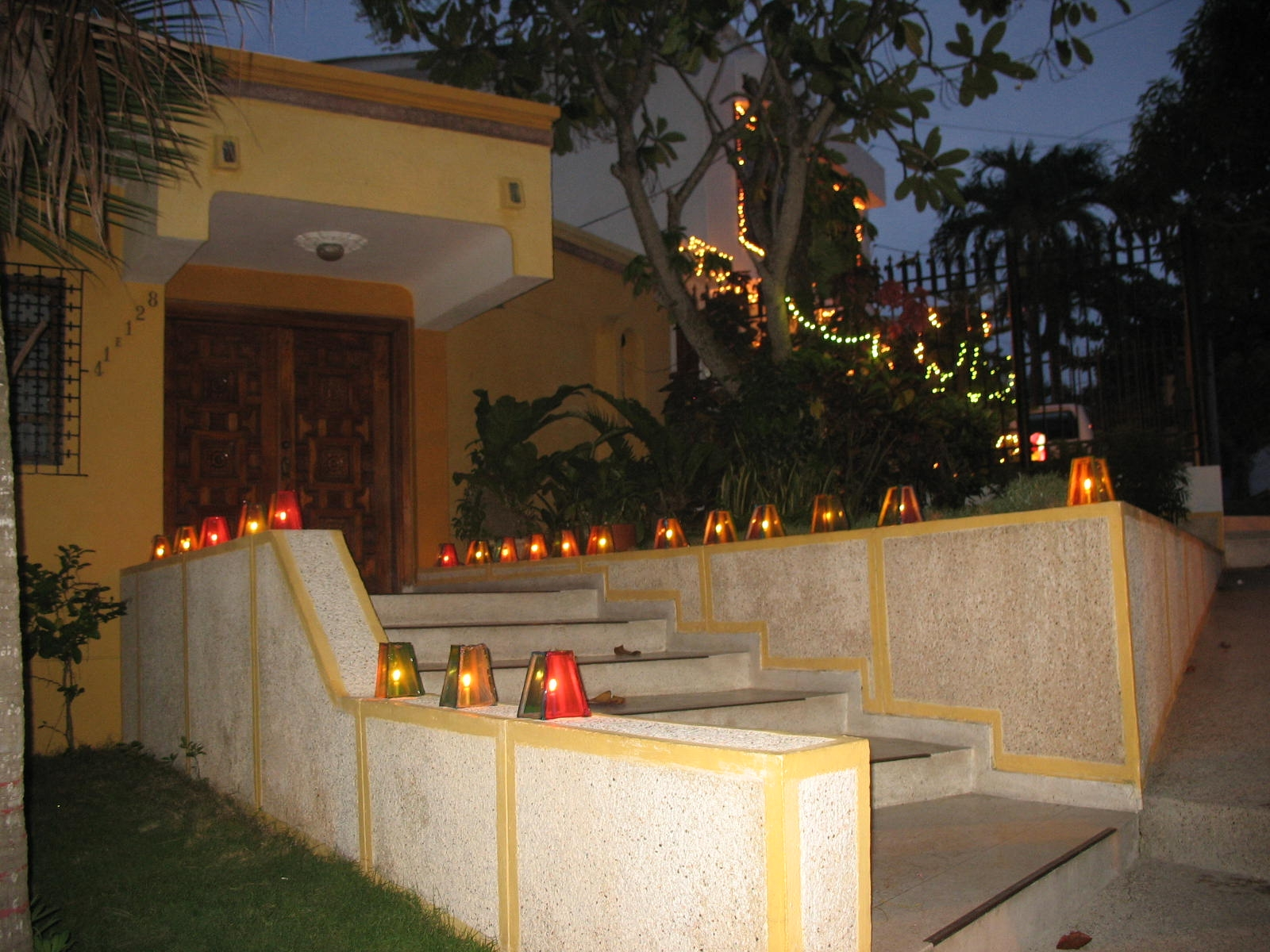
Casa con faroles la madrugada del 8 de diciembre.

El fin de año se caracteriza en Barranquilla por el ambiente festivo que inunda a la ciudad, el tiempo seco, el cielo despejado y las fuertes brisas (alisios) que se extienden hasta marzo, coincidiendo con el invierno boreal, lo que hace agradable el clima en esta época. Desde noviembre o incluso desde fines de octubre la gente decora casas y edificios con llamativas iluminaciones y diversos adornos navideños y la Alcaldía hace lo propio en las vías más importantes de la ciudad. La fecha más especial de fin de año en Barranquilla es el 7 de diciembre (incluso más que el 24), víspera de la fiesta de la Inmaculada Concepción y día en que se inicia "oficialmente" la temporada navideña. En la madrugada del 8 de diciembre, principalmente en los barrios populares, la gente venera a la Virgen María iluminando las terrazas de sus casas con faroles multicolores, celebración popularmente conocida como Las Velitas. Muy importante es también la celebración del 31 de diciembre. La ciudad recibe el Año Nuevo al sonido de tradicionales canciones navideñas y de los "pitos" (sonar de las sirenas de fábricas y de las emisoras radiales) que anuncian que otro año más se ha ido. Inmediatamente después de los pitos se da inicio a los precarnavales. En algunos barrios aún se quema un muñeco de trapos viejos relleno de aserrín y pólvora que simboliza al año que se va, y con cuya quema se dejan atrás los malos recuerdos.

## Bienes de interés cultural
La siguiente es la lista de bienes declarados de interés cultural de carácter nacional - monumento nacional por el Ministerio de Cultura en Barranquilla.

## Cultura popular
Uno de los sellos distintivos de la cultura popular barranquillera son las fiestas y bailes con música a alto volumen emitida por equipos de sonido y picós en casas, verbenas, bares, estaderos, casetas y bailes de carnaval. La música más programada en los picós es salsa y africano. Además de los bailes y fiestas animados por picós, la cultura picotera comprende la construcción de los sistemas de sonido, la pintura de los mismos con motivos psicodélicos y extravagantes, la programación musical, coleccionistas, artesanos, pintores, técnicos electrónicos, almacenes de componentes electrónicos y de sonido, encuentros y competencias musicales, piconemas, popularización de canciones antes que en las emisoras de radio, placas, dueños de picós, programadores de música, vendedores de música, bailadores, entre otros.

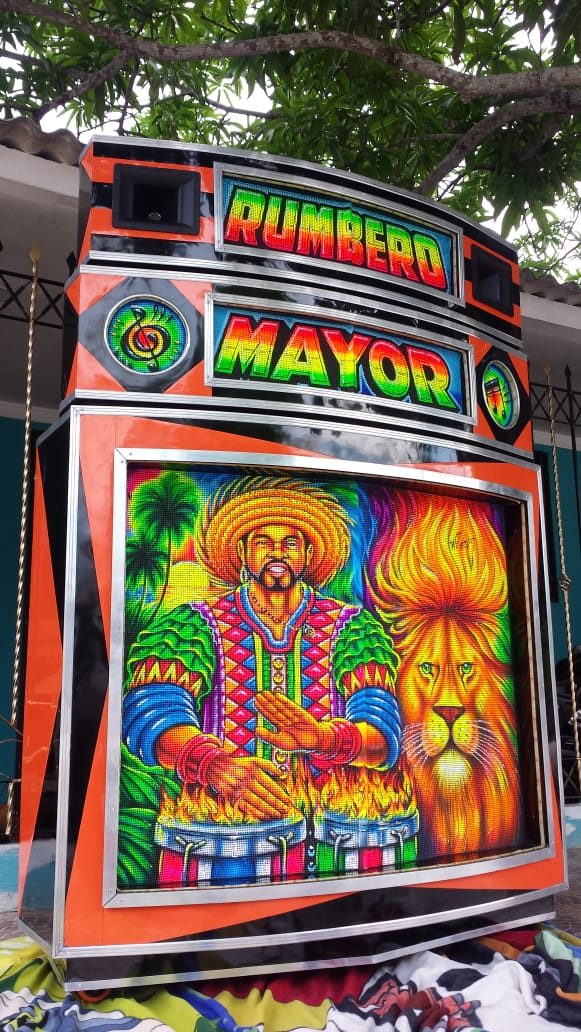
El Rumbero Mayor
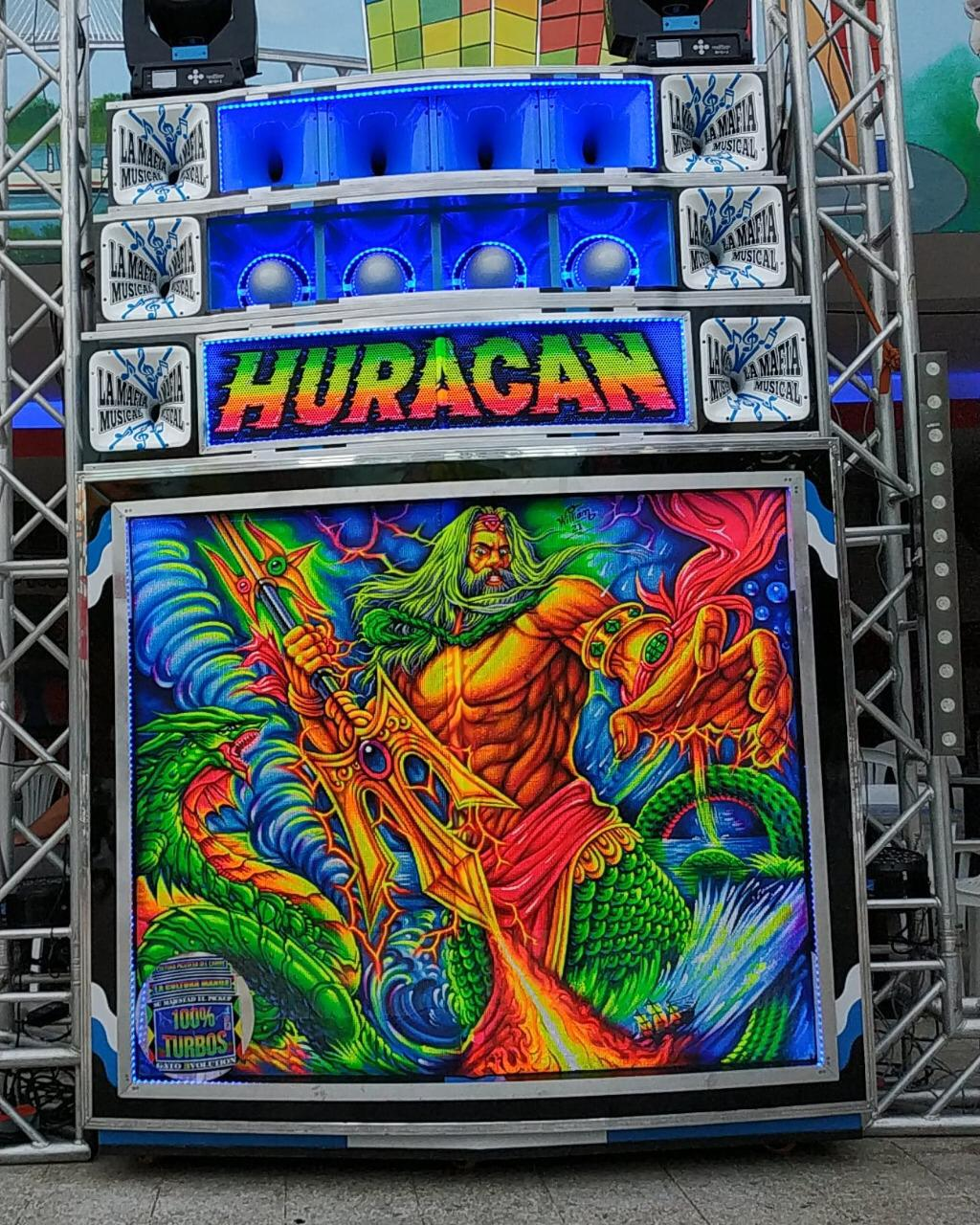
El Huracán
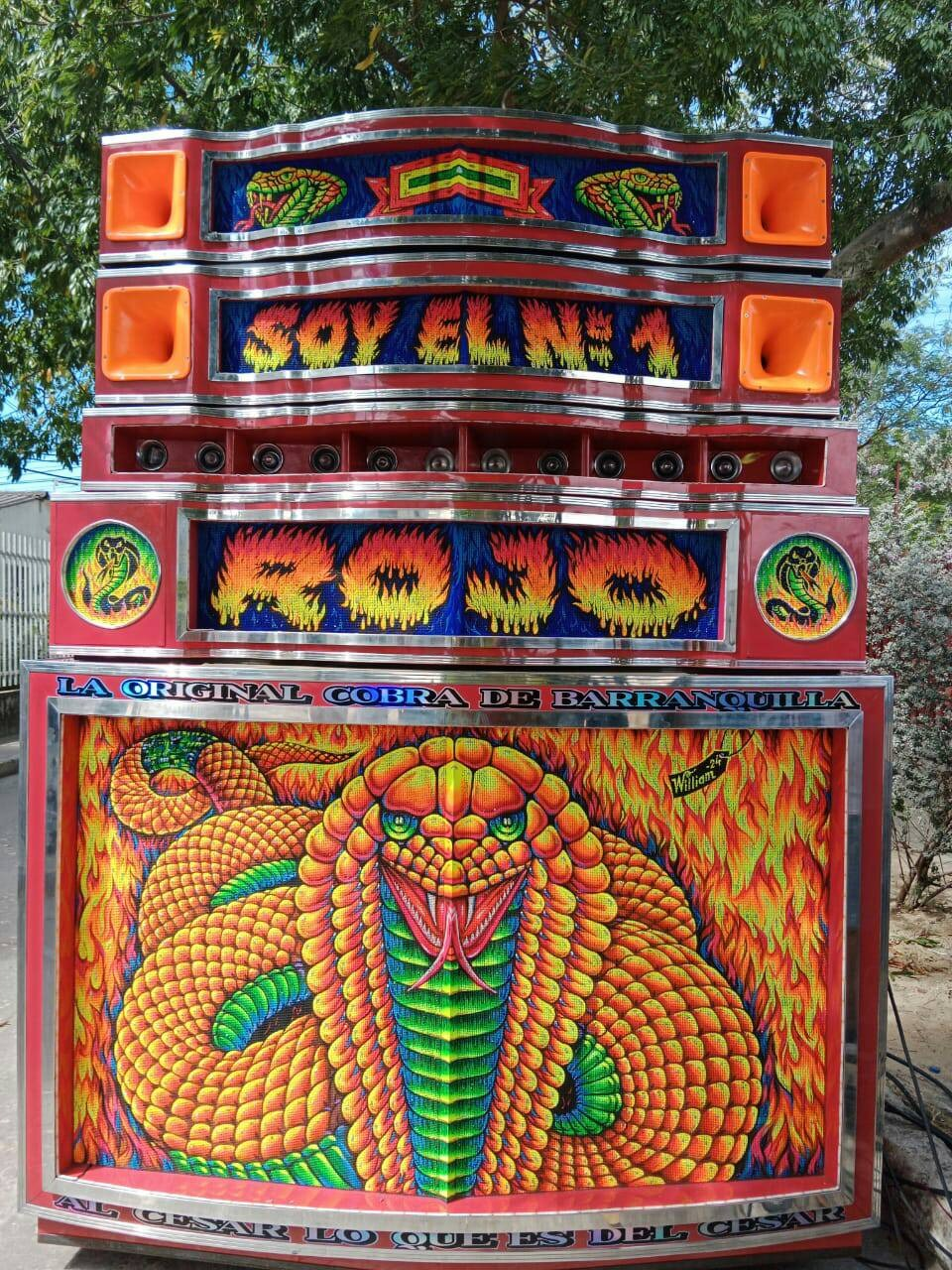
El Rojo
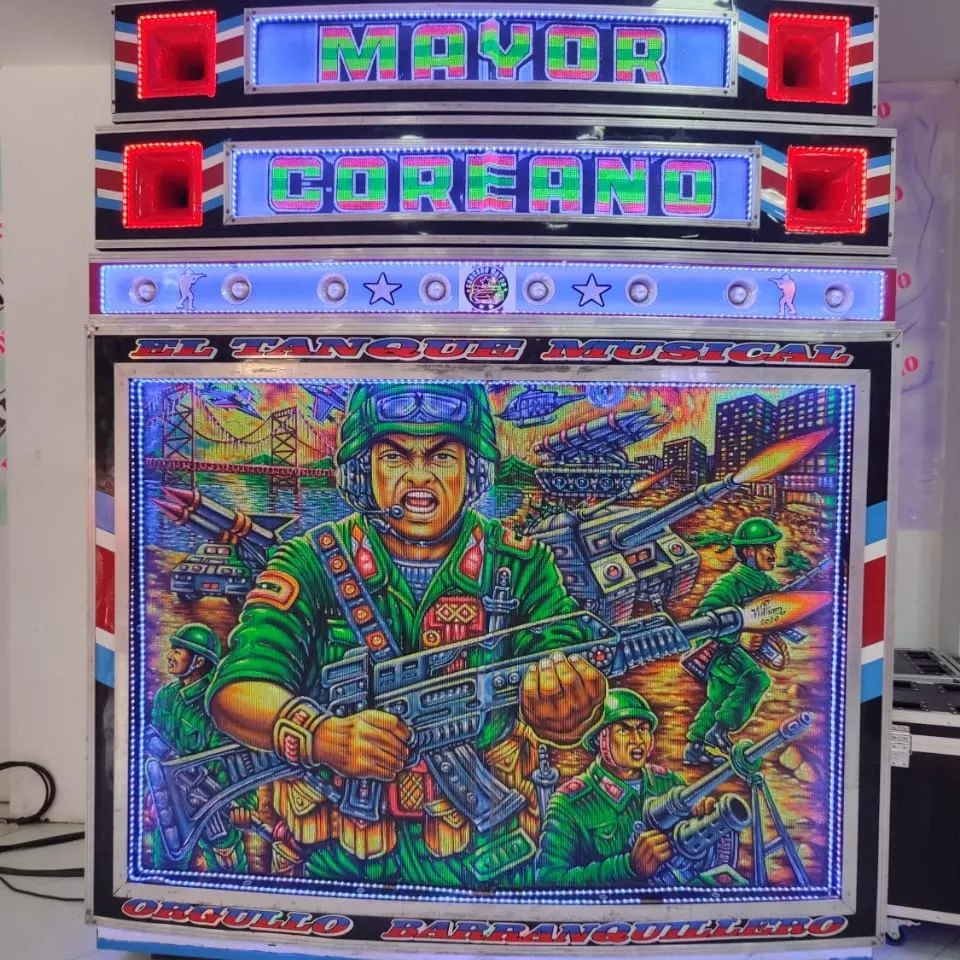
El Coreano Mayor
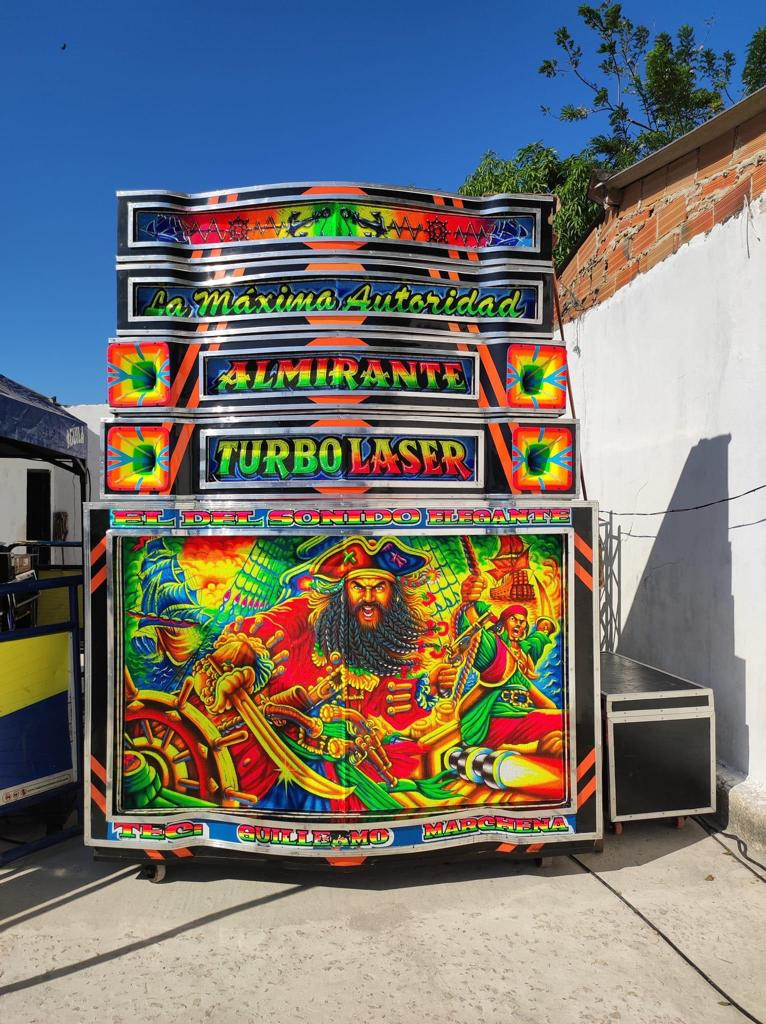
El Almirante
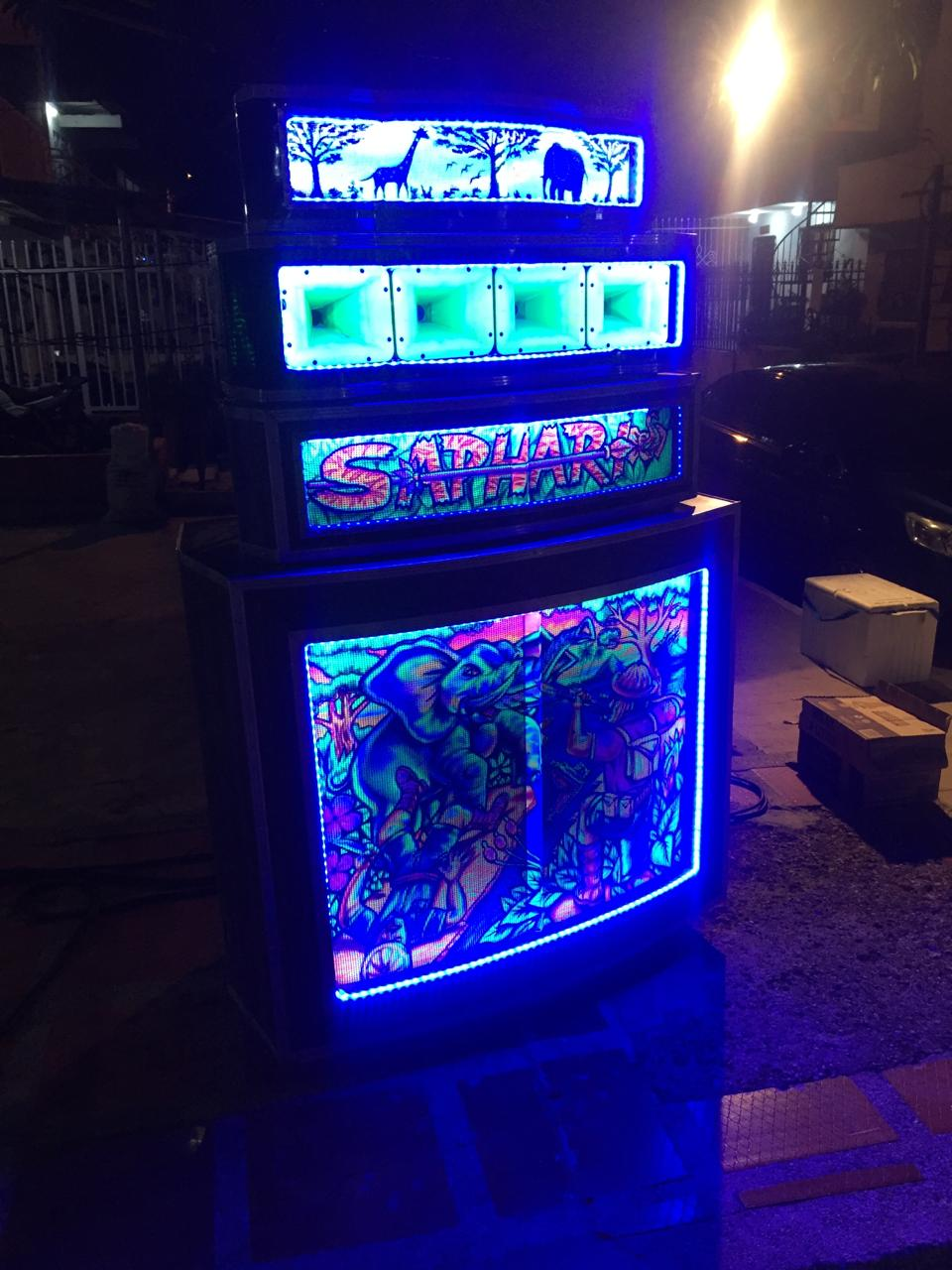
El Saphari
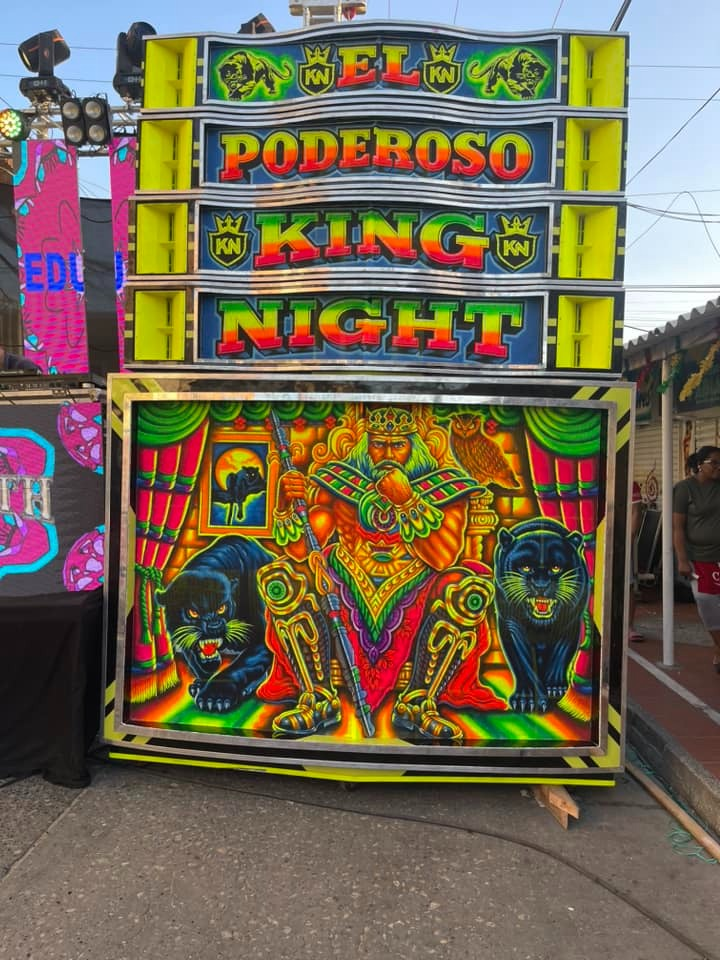
El King Night